# БТР-4
БТР-4 «Буцефал» (англ. BTR-4 «Bucephalus») — повнопривідний восьмиколісний бронетранспортер (БТР) з колісною формулою 8×8, розроблений в Україні Харківським конструкторським бюро машинобудування (ДП ХКБМ), виготовляється на заводі імені Малишева.
БТР-4 «Буцефал» призначений для транспортування бійців механізованих підрозділів та вогневої підтримки в бою. БТР використовують для оснащення підрозділів, здатних вести бойові дії в різних умовах, зокрема в умовах застосування противником зброї масового ураження. БТР може бути базовою машиною для оснащення спеціальних підрозділів швидкого реагування і морської піхоти. БТР-4 може виконувати поставлені завдання цілодобово, в різних кліматичних умовах, на дорогах із різним покриттям і в умовах повного бездоріжжя. Діапазон робочих температур повітря від −40 до +55 °C.

## Історія створення
Концепція бронемашини розроблена на початку 2000-х Харківським конструкторським бюро машинобудування. Демонстраційний прототип вперше був представлений публіці в червні 2006 на виставці «Авіасвіт-21» в Києві. Десантні випробування бронетранспортера завершилися в січні 2007. Серійне виробництво почалося 2008 після отримання схвалення від Міністерства оборони України.
24 липня 2012 року БТР-4Е був прийнятий на озброєння Збройних сил України. У травні 2016 року Президент України Петро Порошенко нагородив розробників БТР-4Е Державною премією України в галузі науки і техніки. Почесну відзнаку отримали фахівці ДП «Харківське конструкторське бюро з машинобудування ім. О. О. Морозова».

### Запуск серійного виробництва
Виробництво БТР-4 було налагоджене на ДП ХКБМ імені Морозова, де машини збирають у дослідному виробництві.
У грудні 2015 року стало відомо про підготовку до початку серійного виробництва на Житомирському бронетанковому заводі. У травні 2016 року на ЖБТЗ було налагоджене виробництво корпусів бронетранспортерів. Згодом у Житомирі налагодять повне виробництво БТР-4, що дасть змогу збільшити їх виробництво.
На початку серпня 2018 року стало відомо, що через доволі великий попит на БТР-4 на Заводі ім. В. О. Малишева було розпочато налагодження виробництва корпусів для цих машин. Загалом зварювальники, слюсарі та інструментальники заводу мають з'єднати понад 1700 деталей, з них більше 400 — броньованих. Раніше для серійного випуску БТР-4 на ДП «Харківське конструкторське бюро машинобудування імені О. О. Морозова» корпуси виробляв лише Лозівський ковальсько-механічний завод (ЛКМЗ).
29 жовтня 2018 року ХКБМ було виготовлено перші сім БТР-4 зі спецсталі марки «71» виробництва України. Корпуси бронетранспортерів були виготовлені на ЛКМЗ.
Тим часом, за даними видання Defense Express стало відомо про наявність проблем із виробництвом корпусів до БТР-3 та БТР-4 на ЛКМЗ: через відтік працівників штат фахівців, залучених до виробництва корпусів бронетранспортерів, істотно скоротився, що, своєю чергою, істотно зменшило можливості підприємства з випуску цих виробів. Тому ДК «Укроборонпром» був вимушений терміново відрядити команду зварників із ХКБМ до ЛКМЗ. Також ці збої призвели до збільшення вартості БТР-3 та БТР-4. Крім того, тривала сертифікація виробництв бронекорпусів на ХКБМ та КБТЗ.
Наприкінці лютого 2019 року стало відомо, що ДП «Завод ім. Малишева» вже успішно завершив повний цикл випробувань першого зразка БТР-4, виготовленого на підприємстві, та був кваліфікований, як виробник цих машин. Аналогічну процедуру кваліфікації, за результатами випробувань, вже завершує і «ХКБМ ім. Морозова». Під час випробувань БТР-4 з новими корпусами пройшли декілька сотень кілометрів по бездоріжжю та дорогах із твердим покриттям та витримали випробування обстрілом, зокрема і з великокаліберних кулеметів. Таким чином, «Завод ім. Малишева» та «ХКБМ ім. Морозова» вже у 2019 році готові розпочати серійне виробництво БТР-4 з корпусів власного виготовлення.

### Проблеми з корпусами
За даними Сергія Згурця у 2011—2012 роки на 30 БТР-4, поставлених інозамовнику, були виявлені тріщини. З 2014 року під час експлуатації 127 БТР-4Е та машин на їх базі, які були виготовлені на ЛКМЗ та експлуатувалися у військових підрозділах ЗСУ та НГУ, було зафіксовано 53 випадки дефектів корпусів у вигляді тріщин, з них 11 — у 2018 році. При цьому в деяких випадках спостерігалися множині тріщини. Основні дефекти — тріщини в корпусі на передньому броньовому листі на верхній частині корпусу.
Згідно з умовами контракту корпуси БТР-4 мають бути виготовлені зі сталі марки 71 (виробництва «Азовсталь»). Однак, єдиним підприємством, здатним виготовляти корпуси з цієї сталі виявився ЛКМЗ: так, ДП «ХКБМ» не має можливості загартовувати сталь марки 71, а ДП «Завод ім. Малишева» не має можливості загартовування бронедеталей великих розмірів (десь 35 деталей). Щоб уникнути залежності від єдиного в Україні підприємства, що загартовує вітчизняну сталь та має недержавну форму власності, раніше на ДП «ХКБМ» був створений цикл виготовлення корпусів із закордонної броні високої твердості, яка не потребує загартування.
Наприкінці травня 2019 року між ДК «Укроборонпром» та військовою прийомкою Міністерства оборони України виникла суперечка з приводу якості сталі, з яких було зроблено корпуси нещодавно виготовлених бронетранспортерів. Житомирський бронетанковий завод зупинив виробництво корпусів БТР-4 через відмову військової прийомки допустити до експлуатації БТРи, які виготовлені з бронесталі країн ЄС (йдеться про фінську сталь MiiluxProtection 500). З точки зору концерну проблеми виникли через те, що наявна система стандартизації в ОПК досі частково основана на застарілих радянських стандартах. Водночас, через розбіжності ГОСТ із міжнародними та європейськими стандартами, необхідно проводити ресертифікацію імпортної оборонної продукції, яка закупляється для потреб оборони.
Натомість, Міністерство оборони заявило, що проведений аналіз використаної сталі виявив істотні розбіжності з заявленими параметрами на вміст шкідливих речовин та на стійкість до обстрілу. Крім того, поставлена через посередника сталь не має належного маркування і сертифікатів якості.
Проте вже в грудні 2019 року перші 12 БТР-4Е з «проблемної» партії були передані 92-й механізованій бригаді Збройних Сил України.
Наприкінці січня 2020 року пресслужба ДК «Укроборонпрому» повідомила, що під час вхідного контролю на корпусах, виготовлених ТОВ «Лозівський ковальсько-механічний завод» (ЛКМЗ), виявлені тріщини зварних з'єднань на корпусах БТР-4Е. Водночас, Міністерство оборони повідомило, що було виявлено «пошкодження „зміцнюючої наплавки“ на зварних з'єднаннях бортів». Керівництво концерну разом із фахівцями Міноборони, Збройних Сил України та підприємств, що виробляють БТР, створило робочу групу для перевірки якості комплектуючих техніки, що перебуває у місцях постійної дислокації у ЗС України. 24 січня робоча група перевірила та виявила наявність пошкоджень зміцнюючої наплавки на зварних з'єднаннях бортів на кількох бронетранспортерах.
На початку листопада 2021 року пресслужба ДК «Укроборонпрому» повідомила, що держпідприємство «Житомирський бронетанковий завод» розпочало серійне виготовлення корпусів для бронетранспортерів БТР-4Е, які раніше виготовляла приватна компанія. Цьому передували відповідні кваліфікаційні випробування за участі представників Міністерства оборони України та Укроборонпрому.

### Подальший розвиток
В лютому 2021 року стало відомо, що Харківське конструкторське бюро машинобудування отримало від Міністерства оборони завдання розробити нову колісну багатофункціональну платформу, яка має стати основою для майбутнього БТРа, колісної БМП, САУ, ЗРК та інших машин. Строки виконання цієї роботи невідомі.
Це рішення основане на тому, що наявний серійний БТР-4 був створений ще у 2000-х роках. І хоча на той час у нього були закладені всі сучасні тенденції розвитку бронетехніки, але за 20 років вимоги до цих машин значно змінились.
Йдеться про значне підвищення вимог до бронезахисту, які виросли у рази. Наприклад, захист у лобовій проєкції має бути не лише від калібру 14,5-мм, а 25—30-мм снарядам автоматичних гармат. А протимінний захист має витримувати 8—10 кг фугаси.
Такі вимоги диктують встановлення більш потужної броні із керамічними елементами та використання V-подібного днища, який призводить до збільшення габаритів. В результаті вага сучасних БТРів вже наблизилась до параметрів танків середини XX сторіччя.

## Опис конструкції
На відміну від радянського сімейства бронетранспортерів (БТР-60/70/80) та їхніх модифікацій, БТР-4 є абсолютно новою суто українською розробкою. Компонування машини аналогічне західним проєктам, на зразок німецького бронетранспортера «Фукс», з відсіком механіка-водія і командира в передній частині корпусу, моторно-трансмісійним відсіком у центрі і десантним відсіком у кормовій частині. Доступ до десантного відсіку здійснюється через задні двері та люки в даху, відсік управління машини оснащений дверима з боків корпусу.

## Будова бронетранспортера

### Корпус
Корпус БТР-4 модульний, повністю герметичний, броньований, зроблений зі сталевих катаних листів і є несучою конструкцією, на якій встановлено всі агрегати і механізми машини. За стандартом STANAG 4569 машина має другий рівень захисту (Level 2).
Бронетранспортер здатний вплав форсувати водні перешкоди з приводом двома водометними рушіями, встановленими в кормовій частині корпусу по бортах. Для подолання водної перешкоди водій, не виходячи з бронетранспортера, активує водовідбивальний щиток і включає водовідкачувальні насоси.
БТР-4 має три відділення:
- Переднє — відділення управління (водій і командир).
- Середнє — моторно-трансмісійне відділення.
- Заднє — бойове і десантне відділення (стрілець, який управляє бойовим модулем і десант)[6].

У відділенні управління розташовані робочі місця водія (ліворуч) і командира (праворуч), а також органи управління. Спереду розміщені двоє броньованих вікон, збоку — двері, а на даху — люки над робочими місцями. Водійський люк-лаз обладнано перископічними приладами спостереження (ПС). Замість центрального ПС може бути встановлено прилад нічного бачення. Водій здатний управляти БТР із відкритим люком. У лобовому листі навпроти місця командира розташовано шахту люка з блоками приладів спостереження.
У моторно-трансмісійному відділенні (МТВ) встановлюється двигун із трансмісією і роздавальною коробкою, а також іншими підсистемами. Між правим бортом і перегородкою МТВ є лаз із відділення управління в десантно-бойове, що дозволяє залишати БТР командиру і водієві через кормові двері в екстрених ситуаціях.
У десантно-бойовому відділенні розташовано двостулкові двері. На даху десантного відділення є верхні люки. У бортах зроблено бійниці, що закриваються броньованими кришками, для ведення стрільби з особистої стрілецької зброї. У верхніх люках також є бійниця. Індивідуальні сидіння десантників кріпляться до даху десантного відсіку і можуть розташовуватися уздовж бортів навпроти одне одного або по центру машини у бік бортів. Місця, що швидко знімаються, дозволяють трансформацію десантного відсіку під різні завдання, зокрема для перевезення вантажів.

### Озброєння
Варіації озброєння бойової броньованої машини різнопланові. Існують проєкти, які не мають важкого озброєння і слугують для перевезення піхоти (2 членів екіпажу і 10 десантників), БТР також може бути озброєний відповідно до вимог замовника. Прототип обладнаний локально розробленим новим модулем, який озброєний однією 30-мм автоматичною гарматою, 7,62-мм спареним кулеметом, протитанковими ракетами 9П135M «Конкурс» або Бар'єр (по дві з кожного боку башти) та/або одним 30-мм автоматичним гранатометом (встановленим на місці протитанкової ракети з лівого боку башти).
Бронетранспортер також може бути оснащений модулями озброєння:
- Бойовий модуль «Грім»,
- Бойовий модуль «Шквал»,
- Бойовий модуль БМ-7 «Парус»,
- Бойовий модуль «БАУ-23х2».

#### Модуль «Грім»

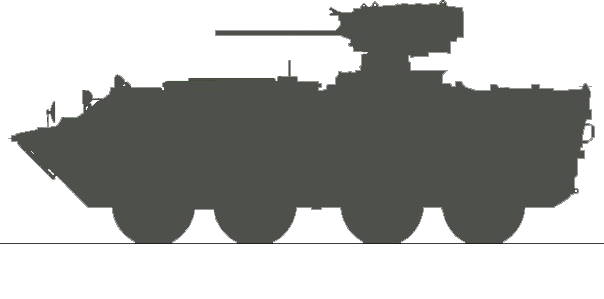
Силует БТР-4 з модулем «Грім».

Універсальний бойовий модуль «Грім» з винесеним озброєнням передбачає: 30-мм автоматичну гармату ЗТМ-2, 30-мм автоматичний гранатомет АГ-17, 7,62-мм спарений кулемет КТ-7,62 та 4 × ПТРК 9М113 «Конкурс» або «Бар'єр»
Екіпаж: 3 (водій, командир, стрілець), десант: 8.

#### Модуль «Шквал»

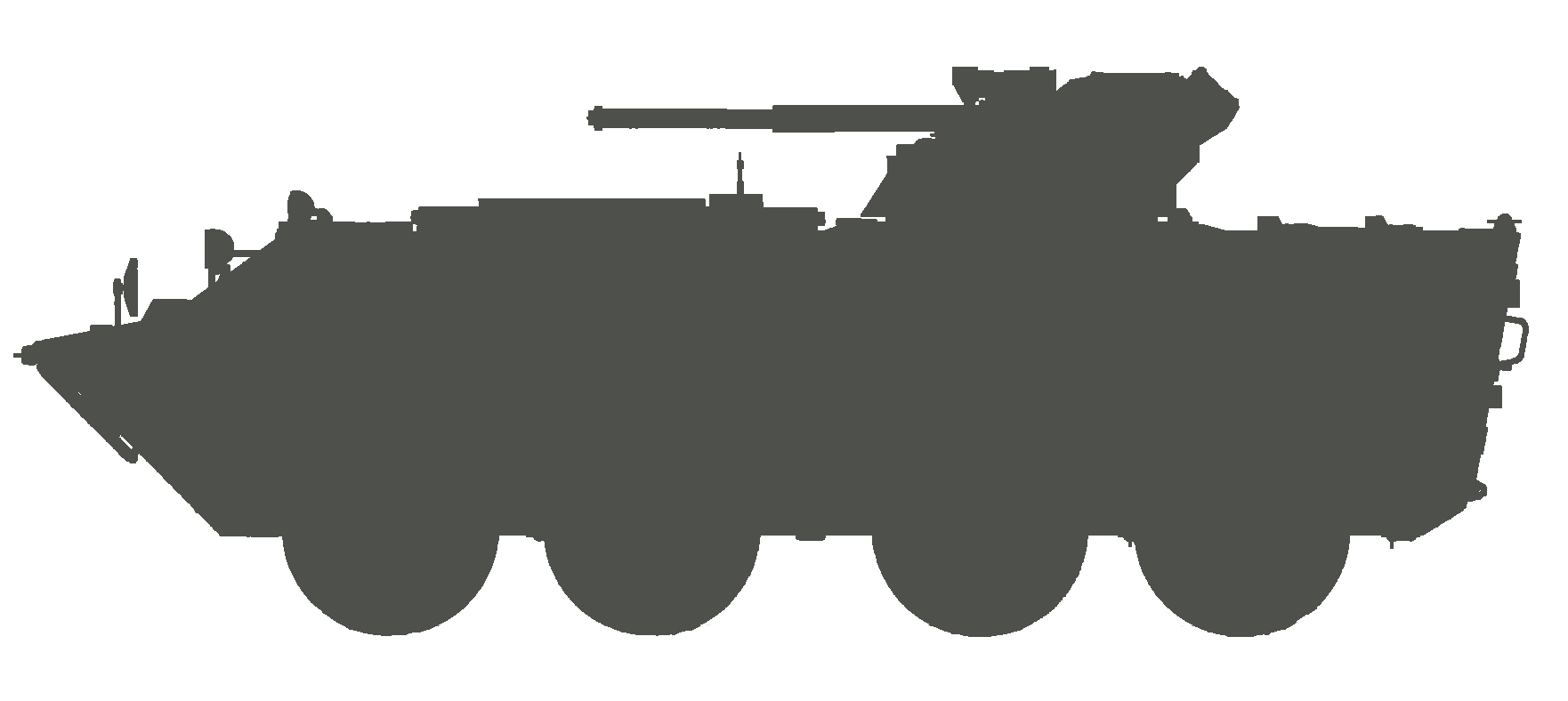
Модифікація БТР-4 з модулем «Шквал» (Силует).

Український універсальний бойовий модуль «Шквал» розроблений КП «НТЦ АСО» і має 30-мм гармату ЗТМ-1, 7,62-мм спарений кулемет КТ-7,62 і протитанкове кероване озброєння ПТКР 9М113 «Конкурс» або «Бар'єр» з 4-ма ПТРК (опційно встановлюється 30-мм автоматичний гранатомет замість 2 ПТРК). Конструкція бойового модуля «Шквал» дуже гнучка, що дозволяє легко замінити наявне озброєння на інше.
На модуль встановлюється шість 81-мм установок димових/аерозольних гранат, змонтованих по три з кожного боку башти для стрільби вперед.
Комплекс управління вогнем включає прицільний комплекс ОТП-20, інтегрований з системою управління стрільбою керованими ракетами, і стабілізатор озброєння СВУ-500.
Екіпаж: 3 (водій, командир, стрілець), десант: 6.

#### Модуль БАУ 23×2
Модуль БАУ 23×2 розроблений і випробуваний ДП «ХКБМ ім. А. А. Морозова». Основне озброєння бойового модуля — дві 23 мм автоматичні гармати 2А7М, що забезпечують скорострільність 850 пострілів на хвилину кожна, з дальністю стрільби 2000 м і боєкомплектом 200 снарядів кожна. Додатково встановлено кулемет КТ-7,62 (ПКТ) з боєкомплектом 2000 пострілів.
Управління модулем — ручне. Забезпечується наведення по горизонталі 360 градусів, а по вертикалі від −4 до +55 градусів. Екіпаж: 3 (водій, командир, стрілець), десант: 8.
Модуль забезпечує надійний захист стрільця від зброї калібром до 12,7 мм. Він перебуває всередині корпусу, а з верхньої півсфери його захищає, крім броні, розташоване зверху озброєння. Додатковий захист забезпечує система постановки завіси, яка має шість гранатометів калібру 81 мм, по три з кожного боку модуля. Завіса встановлюється в напрямку наведення гармати.

#### Модуль БМ-7 «Парус»

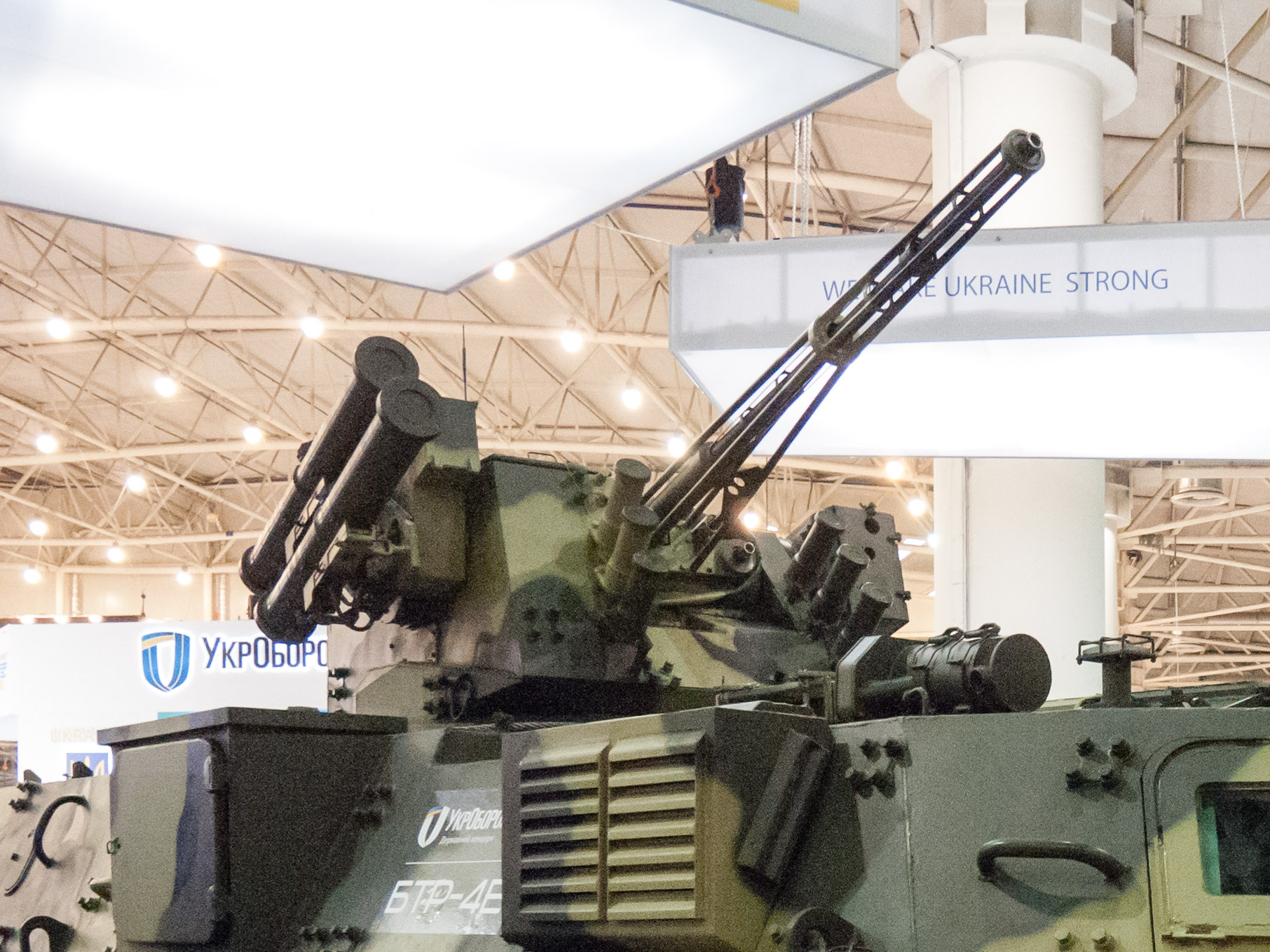
Силует БТР-4 з модулем «БМ-7 „Парус“».

Дистанційно керований бойовий модуль БМ-7 «Парус» не займає місця всередині корпусу базової машини, і завдяки дистанційному керуванню та винесеному боєкомплекту забезпечується підвищена захищеність екіпажу.
У модулі встановлена 30-мм гармата КБА-1 (2А72) або ЗТМ-1 (боєкомплект 400 снарядів), 30-мм автоматичний гранатомет АГ-17 (боєкомплект 145 гранат), 7,62-мм танковий кулемет ПКТ (боєкомплект 2000 патронів) та комплекс керованого озброєння ПТРК «Бар'єр» (боєзапас 4 ПТКР) з максимальною дальністю польоту ракети 5500 м. Екіпаж: 3 (водій, командир, стрілець), десант: 7.

#### Порівняльні характеристики бойових модулів
| Назва                   | Бойовий модуль «Грім»             | Бойовий модуль «Шквал»            | Бойовий модуль БМ-7 «Парус»    | Бойовий модуль «БАУ-23х2»    |
| ----------------------- | --------------------------------- | --------------------------------- | ------------------------------ | ---------------------------- |
| Основне озброєння       | автоматична гармата ЗТМ-2         | автоматична гармата ЗТМ-1         | гармата КБА-1 (2А72) або ЗТМ-1 | дві автоматичні гармати 2A7M |
| Калібр гармати          | 30-мм                             | 30-мм                             | 30-мм                          | 23-мм                        |
| Боєкомплект             | 360                               | 360                               | 300—400                        | 400                          |
| Кулемет                 | спарений кулемет КТ-7,62          | спарений кулемет КТ-7,62          | танковий кулемет ПКТ           | танковий кулемет ПКТ         |
| Калібр кулемета         | 7,62-мм                           | 7,62-мм                           | 7,62-мм                        | 7,62-мм                      |
| Боєкомплект             | 1200                              | 2000                              | 2000                           | 2000                         |
| Автоматичний гранатомет | АГ-17                             | АГ-17                             | АГ-17                          | -                            |
| Калібр гранатомета      | 30-мм                             | 30-мм (опційно)                   | 30-мм                          | -                            |
| Боєкомплект             | 150                               | 150                               | 150                            | -                            |
| ПТРК                    | ПТКР 9М113 «Конкурс» або «Бар'єр» | ПТКР 9М113 «Конкурс» або «Бар'єр» | «Бар'єр»                       | -                            |
| Боєкомплект             | 4                                 | 2 або 4                           | 4                              | -                            |

### Двигун
На БТР-4 серійно встановлюється горизонтальний рядний трициліндровий двотактний турбодизель прямого впорскування 3ТД-3 об'ємом 8,15 л, потужністю 500 к. с. при 2600 об/хв (крутний момент 1950 Н·м), виробництва філії Заводу ім. Малишева і розробленого ХКБД. Охолодження — рідинне. Маса двигуна 800 кг. Габарити (Д×Ш×В): 1182 × 955 × 581 мм. Витрати пального на дорогах загального користування 70—90 л на 100 км, на бездоріжжі — 150 л на 100 км.
На БТР-4Е встановлюється дефорсований варіант двигуна ЗТД-3А потужністю 400 к. с.
У перспективі можливе встановлення аналогічного двигуна 3ТД-4 зі збільшеною до 600 к. с. потужністю (крутний момент 1950 Н·м).
На бронетранспортер може встановлюватись німецький 4-тактний 6-циліндровий горизонтальный турбодизель прямого вприску з рідинним охолодженням Deutz BF6M1015CP об'ємом 11,91 л, потужністю 442—450 к. с. (крутний момент 1875 Н·м), маса — 850 кг, габарити (Д × Ш × В): 1039 × 932 × 1174 мм.
Крім того, на бронетранспортер можуть встановлюватись німецькі двигуни Deutz потужністю 489 або 598 к. с. або італійський 4-тактний 6-циліндровий двигун Iveco Cursor 10-430 об'ємом 10,3 л, потужністю 430 к. с. (крутний момент 1900 Н·м).

### Шасі

#### Трансмісія
Трансмісію бронетранспортера виконано за повноприводною схемою. У трансмісію БТР входять: зчеплення, коробка перемикання передач, роздавальна коробка, карданні вали та чотири мости з приводами коліс. У БТР-4 використовуються 4 центральні ведучі мости з самоблокувальними диференціалами. Передні дві осі — поворотні.

##### Коробка передач
На БТР-4 встановлюється механічна коробка перемикання передач або автоматична американської фірми «Аллісон».

#### Ходова частина
Підвіска незалежна торсійного типу: торсійний вал, два поперечні важелі (верхній і нижній) та два гідравлічні амортизатори А1-237/412.2905.006 на кожне колесо.
На БТР-4 можуть встановлюватись безкамерні радіальні шини змінного тиску: 12,00R20 КІ113 140НС 10, ДТ-64 365/90R18, Michelin 335/80R20 і Michelin 365/80R20.

## Варіанти та модифікації

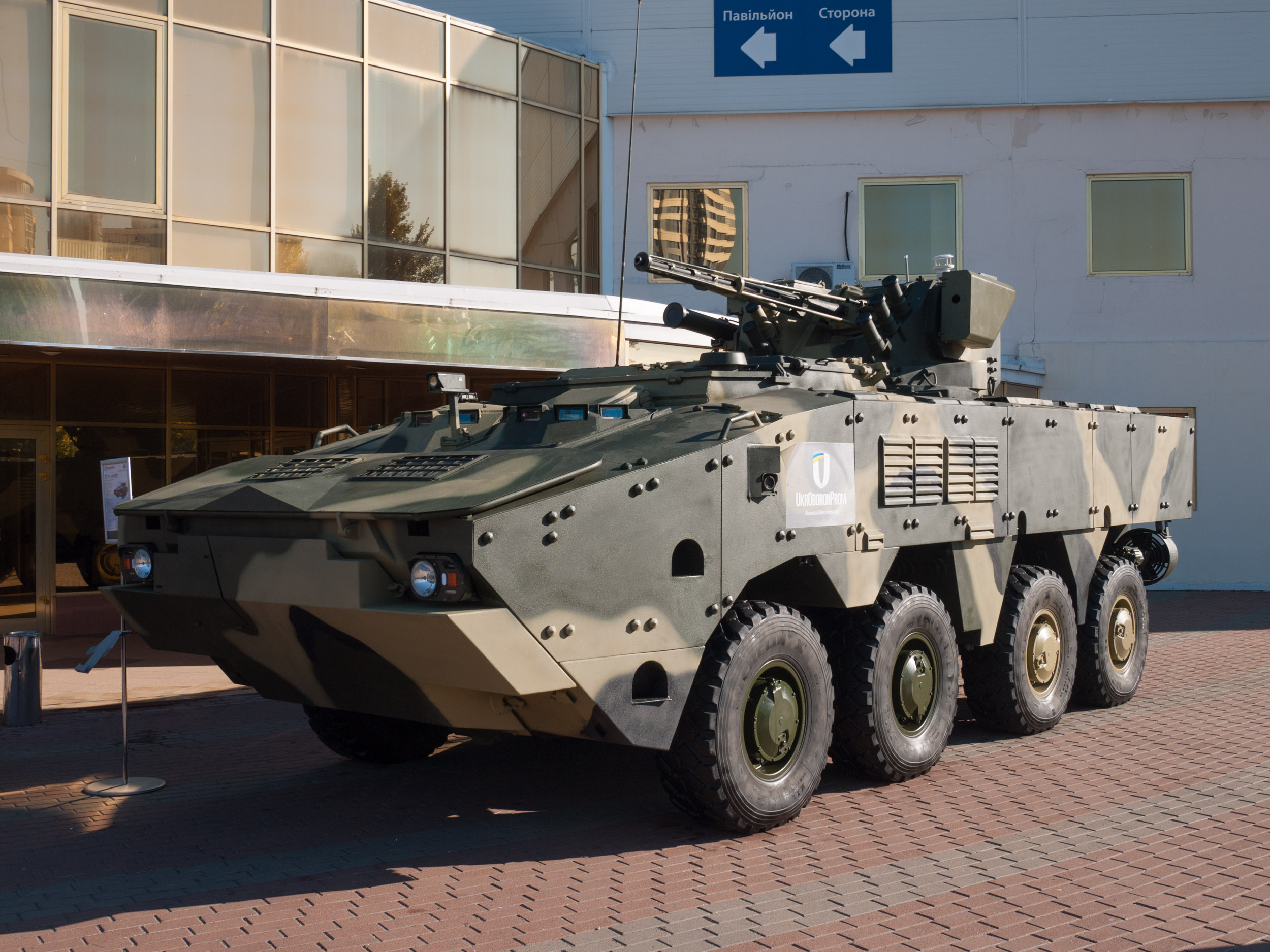
БТР-4МВ1

- БТР-4А — варіант із двигуном Iveco + бойовий модуль «Грім» (замовлення МО України). Може бути укомплектований баштою від БТР-80, БМП-1, БМП-2 або бойовими модулями БАУ 23х2, «Шквал», «Штурм». Можлива установка башти БМП-3 після доопрацювання підбаштового листа.
- БТР-4В — варіант із бойовим модулем БМ-7 «Парус», силовою установкою з дизельним двигуном німецької фірми «Deutz» потужністю 442 к. с. і автоматичною коробкою перемикання передач американської фірми «Allison» для колишнього ймовірного контракту з Македонією[3].
  - БТР-4МВ — модифікація вперше була представлена в лютому 2013. Конструкція бронемашини зазнала таких змін порівняно з базовою модифікацією: нова форма корпусу в носовій частині, відсутнє бронескло і бічні двері, посадка водія і командира здійснюється через окремі люки, в кормовій частині встановлена апарель. Бронезахист забезпечує балістичний захист третього рівня за стандартом STANAG 4569. Броня корпусу витримує влучання кулі 7,62×54 мм на дальності 30 метрів, а в лобовій проєкції захист відповідає рівню «3+» і витримує влучання кулі 12,7×99 мм на дальності 30 метрів. Бронеавтомобіль оснащується бойовим модулем БМ-7 «Парус». Автомобіль комплектується двигуном Deutz BF6M1015CP потужністю 450 к. с. Запас ходу — 670 км[3][39].

- - БТР-4МВ1 — модель, що представлена у жовтні 2017 року, отримала систему кругового огляду, кардинальні зміни в комплектації та додатковий захист, відсутні бічні двері.
- БТР-4Е — лінійний варіант із бойовим модулем БМ-7 «Парус», розроблений для Іраку[3].
  - БТР-4Е1 — варіант броньованої машини з додатковим захистом, що виготовило ДП «Харківське конструкторське бюро з машинобудування імені О. О. Морозова» (ДП «ХКБМ») у березні 2014 року[40]. БТР-4Е1 розширює сімейство броньованих машин із колісною формулою 8×8, яке вже перебуває в серійному виробництві. ДП «ХКБМ» розробило і виготовило дослідний зразок і комплект навісної броні для нього, який дозволяє істотно підвищити захист екіпажу і десанту БТР-4Е1. При цьому броня може встановлюватися і демонтуватися силами екіпажу в польових умовах, залежно від бойового завдання, що виконується, та рівня загрози[41].
- БТР-4М — модифікація створена для морської піхоти ВМС Індонезії, має двигун Deutz, бойовий модуль БМ-7 «Парус» та додаткові елементи корпусу, які покращують морехідні характеристики[42].
- БТР-4ЕП «Плавець» — версія з покращеними водохідними характеристиками. БТР отримав додаткові поплавки, крім того, забірник повітря двигуна винесено вище корпусу. Це дозволяє бронемашині висаджуватися в море з десантних кораблів.[43] [44]

### БТР-4МВ1
Модифікація БТР-4МВ1 була представлена в жовтні 2017 року. Машина отримала систему кругового огляду, зазнала кардинальних змін у комплектації та додатковому захисті. В корпусі відсутні бічні двері. БТР-4МВ1 отримав кращий захист, в якому було реалізовано метод модульного бронювання. На цей раз розробники відмовились від притаманних радянським БТР вікон у передній частині, чим посилили захист екіпажу. Є подальшим розвитком БТР-4МВ, вперше представленого на міжнародній виставці IDEX-2013. Озброєння складається із бойового модуля «Парус».
Додатково захист екіпажу підсилений використанням рознесеної броні та встановленням спеціальних ергономічних крісел, що поглинають енергію вибуху. Окрім того, завдяки модульному підходу у бронюванні і наявності багатоцільових відсіків, які дозоляють встановлювати додаткові паливні баки, поплавки або додаткову броню, існує можливість за мінімальний час переоснастити БТР-4МВ1.
У зв'язку з кардинальною перебудовою фронтальної частини БТР-4МВ1, для забезпечення комфортного водіння машини у бойових умовах, місце водія забезпечено панорамними оглядом за допомогою п‘яти триплексів. Але, окрім того, БТР-4МВ1 оснащений додатковою цифровою системою огляду на 360°. Для чого по периметру бойової машини розташовані камери огляду, які працюють, як у день так і в ночі. Це рішення дозволяє водію БТР-4МВ1 бачити всю ситуацію на маршруті та навколо машини.
Унаслідок внесених змін вага машини зросла до 24—25 т, що на 2—3 тони більше за звичайну версію БТР-4. Всі ходові властивості, які забезпечує колісна формула 8×8 у поєднанні із двигуном від Deutz та трансмісією Alisson, залишились без змін: максимальна швидкість — 110 км/год. Окрім того, БТР-4МВ1 зберіг можливість форсування водних перешкод уплав, зі швидкістю до 10 км/год.
Бойовий модуль має нове прицільне пристосування ОЕП-ВН виробництва ДП «Ізюмський приладобудівний завод» з потужним тепловізором, лазерним далекоміром, та цифровою системою управління вогнем. Новий тепловізійний модуль дає можливість виявляти цілі на відстані до 5 км. Була зменшена вага прицілу майже вдвічі — до 17 кг.
8 грудня 2017 року були завершені заводські випробування нової модифікації.
Новий український бронетранспортер БТР-4МВ1 буде представлений на Interpipe TechFest.
У листопаді 2018 фахівці держпідприємства «Харківське конструкторське бюро машинобудування імені Морозова» завершили повний цикл заводських випробувань нової бронемашини БТР-4МВ1.
Машина була показана на міжнародній виставці IDEX-2021 в ОАЕ.

## Машини на базі БТР-4
- БРМ-4К — бойова розвідувальна машина.
- МВП-4К — машина вогневої підтримки. У машині на озброєнні використовується 120 мм гармата і 12,7 мм зенітний кулемет.
- БММ-4С — броньована медична машина.
  - БСЕМ-4К — броньована санітарно-евакуаційна машина, виготовлена для Іраку.
- БРЕМ-4 — броньована ремонтно-евакуаційна машина.
  - БРЕМ-4К — виготовлена для Іраку.
  - БРЕМ-4РМ.
- БТР-4К — командирська машина, виготовлена для Іраку.
- БТР-4КШ — командно-штабна машина, виготовлена для Іраку[6]. В машині на озброєнні використовується 12,7-мм кулемет ТКБ-01-1. Екіпаж БТР-4КШ: 7 (водій-електрик і механік, командир транспортного засобу, командир військового з'єднання, чотири офіцери).
- БТР-4ЕП — модифікація БТР-4Е з поліпшеною плавучістю[51].

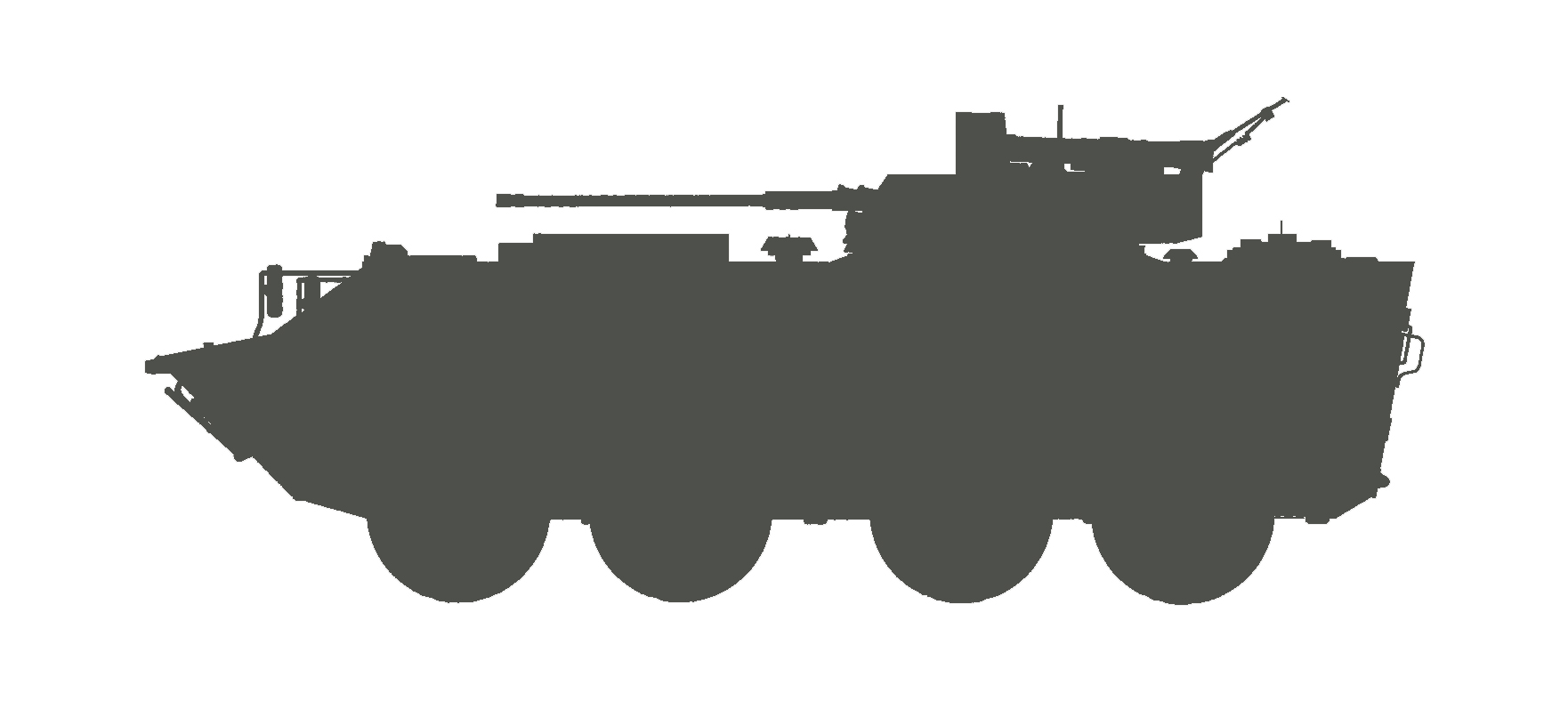
Розвідувальна машина БРМ-4К (Силует).
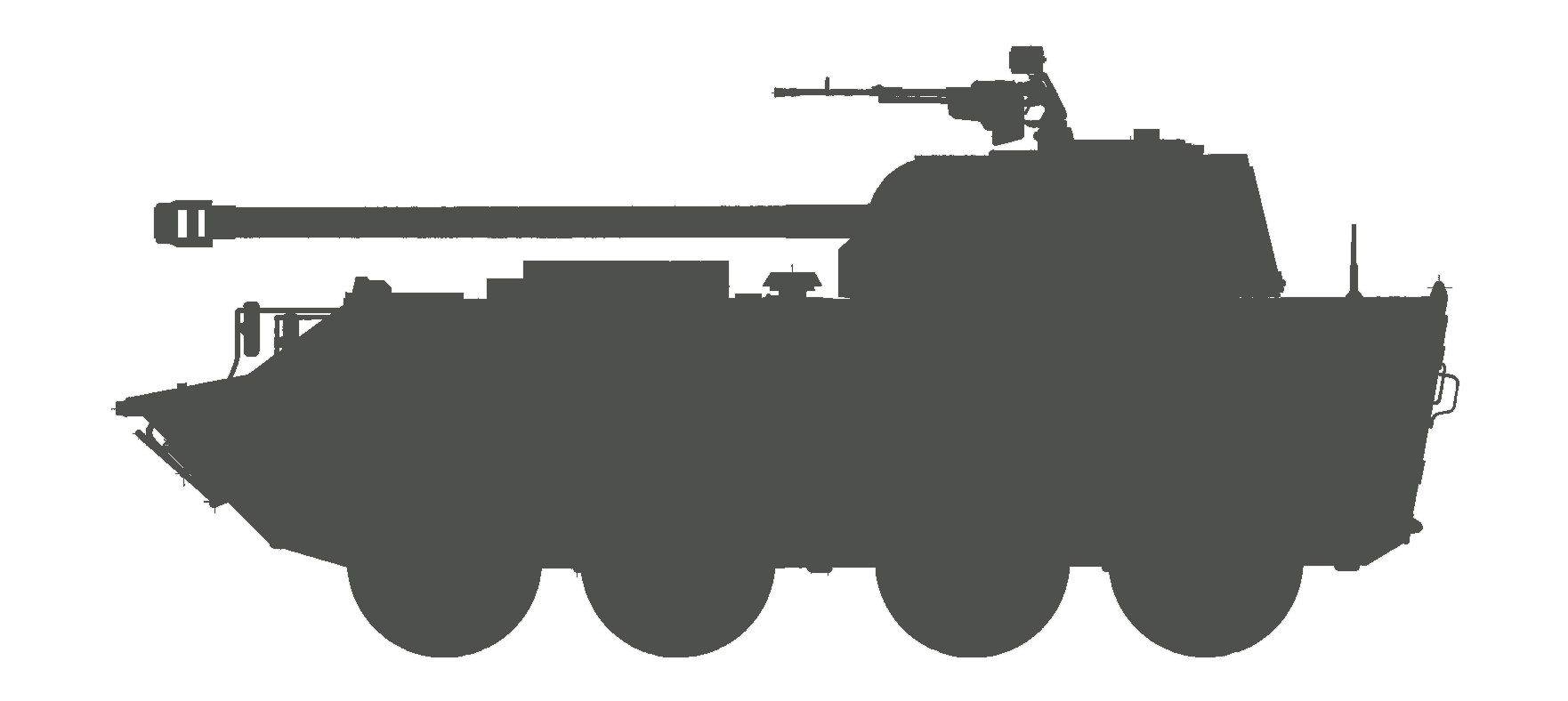
Машина вогневої підтримки МВП-4К (Силует).
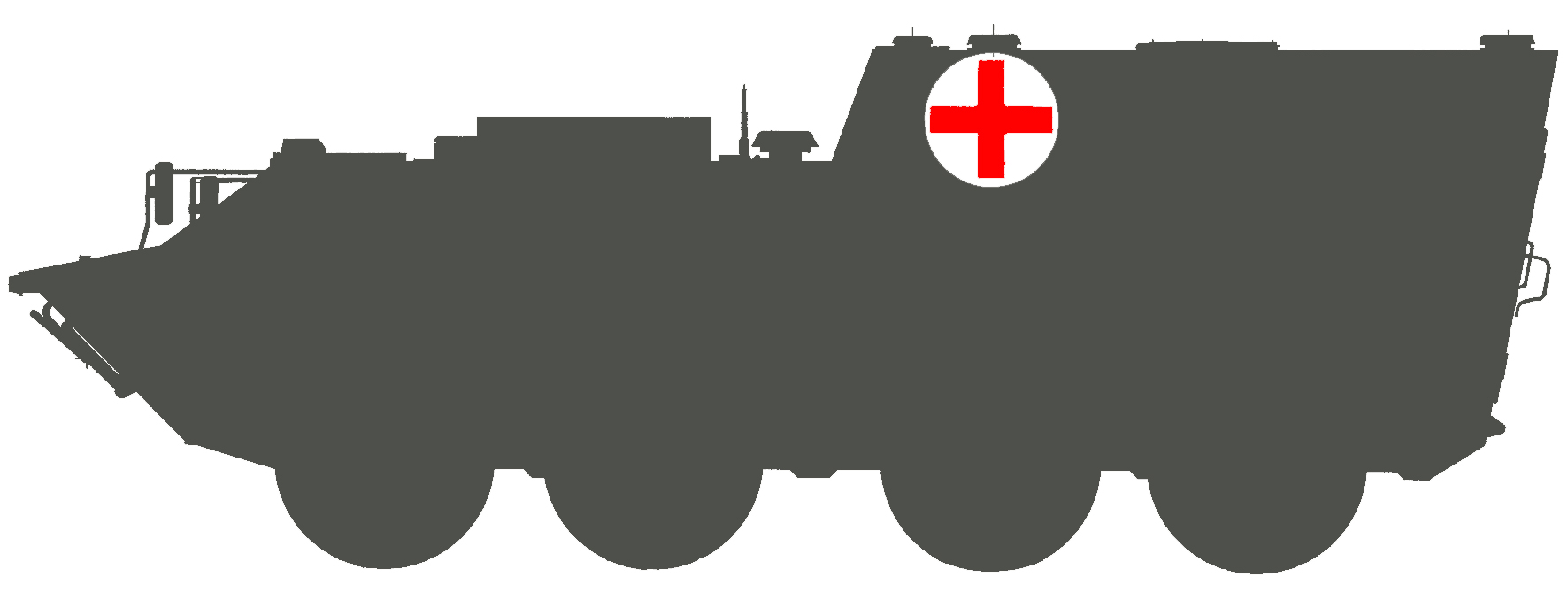
Санітарно-евакуаційна машина БСЕМ-4К (Силует).
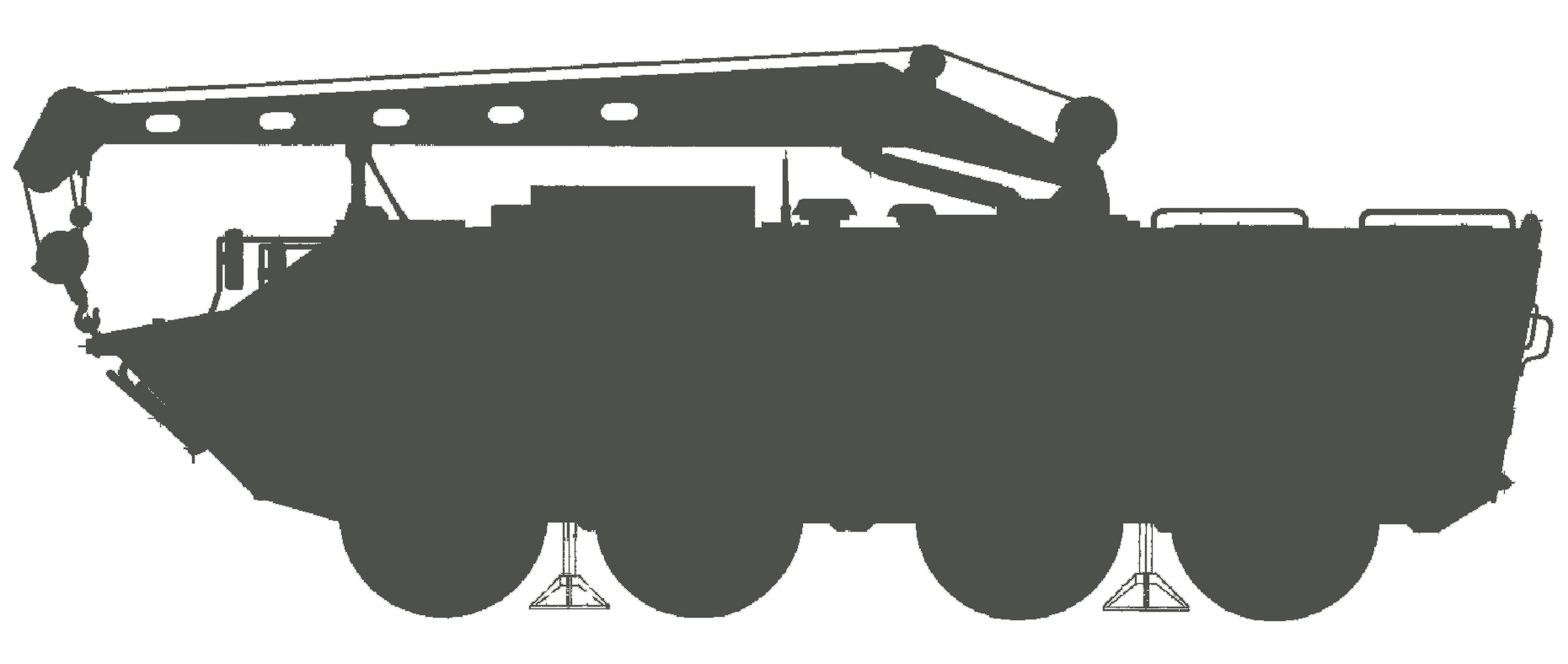
Ремонтно-евакуаційна машина БРЕМ-4К (Силует).
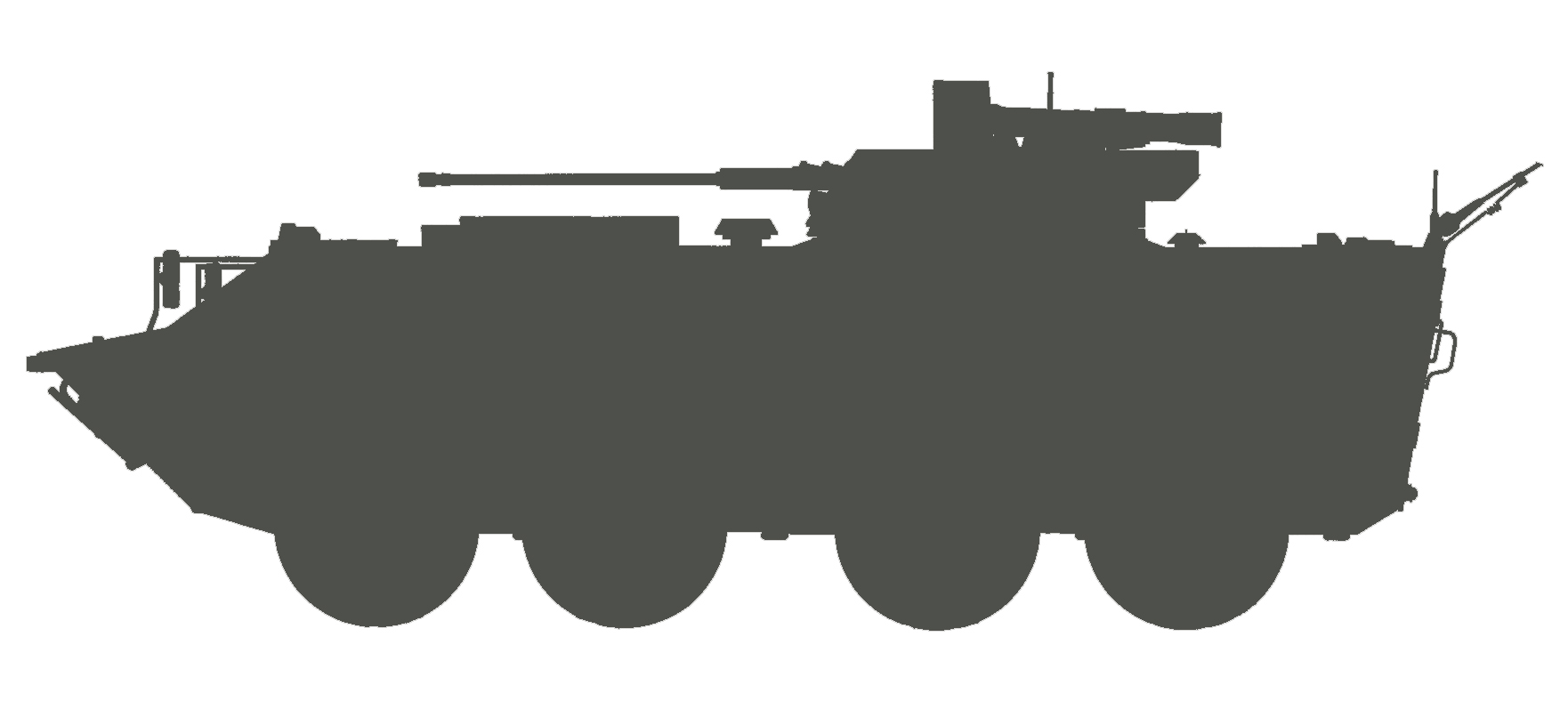
Командирська машина БТР-4К (Силует).
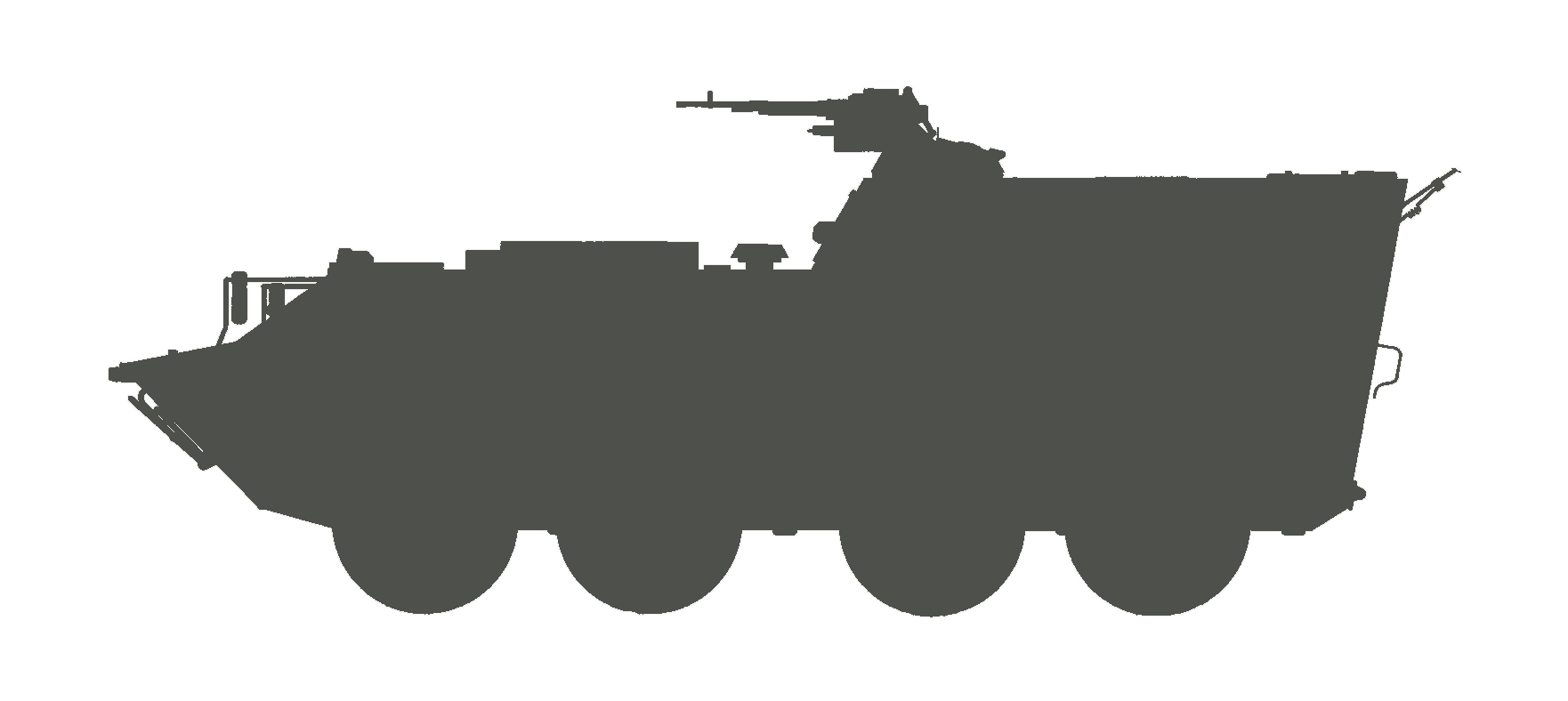
Командно-штабна машина БТР-4КШ (Силует).

### 120-мм самохідний міномет
З оприлюдненого наприкінці 2015 року річного звіту державного концерну ДК «Укроборонпром», стало відомо про плани створення двох самохідних гармат на базі виготовленої в Україні бронетехніки. З української сторони проєкт має реалізовувати Конструкторське бюро ім. Морозова, а з польської — компанія Гута Стальова Воля. Планують реалізувати два проєкти: створення 120-мм самохідного міномета на шасі БТР-4Е та 155-мм самохідної гаубиці на базі шасі танка БМ «Оплот».
Польська компанія Гута Стальова Воля (пол. Huta Stalowa Wola; HSW) реалізує проєкт зі створення і виробництва 120-мм мінометної системи під назвою «Rak», нова польська башта з озброєнням запланована поєднувати в собі можливості міномета і гармати. Зварна башта зі сталевої броні забезпечує захист 1-го рівня за класифікації STANAG 4569 і озброєна гладкоствольним 120/25-мм мінометом казенного заряджання. Rak 120 обладнаний автоматичною системою заряджання, яка дозволяє досягти скорострільності 10 пострілів за хвилину, машину можуть обслуговувати дві людини (водій і командир), командир зі свого місця управляє всіма функціями через комп'ютерний інтерфейс.
Башти «Rak» зі 120-мм мінометами можуть бути встановлені як на гусеничні, так і на колісні шасі (зокрема, на БТР «Росомак»). Як польська сторона, так і українське Державне ККБ «Луч» зацікавлене в застосуванні українських високоточних боєприпасів у рамках спільного проєкту зі створення самохідних мінометів із використанням української керованої міни. Розроблена ККБ «Луч» керована 120-мм міна з лазерним напівактивним самонаведенням (як перша версія виробу), за заявою розробників, здатна забезпечити гарантоване ураження широкого спектра цілей. Імовірність ураження цілі з першого пострілу — 0,75—0,8. Маса міни — 16,8 кг. Тип бойової частини — кумулятивна. Відомо, що при використанні для ведення навісного вогню установка матиме мінімальну дальність стрільби 500 м, а максимальна дальність ураження цілі стандартною міною становить близько 8 кілометрів. При використанні мін із додатковим реактивним двигуном цей показник збільшується до 12 км. Польський БТР «Росомак» являє собою вироблений за ліцензією компанією WZM S. A. варіант фінського БТР «Патріа», українська ж сторона розглядає розробку даного проєкту на шасі вітчизняного БТР-4Е.

## Оцінка машини
|  | Україна БТР-4Е | Україна БТР-3Е1 | Росія БТР-82А | Німеччина GTK Boxer | Франція VBCI | Фінляндія/ Польща Patria AMV/KTO Rosomak |
|  | -------------- | --------------- | ------------- | ------------------- | ------------ | ---------------------------------------- |

| Зовнішній вигляд                       |                       |                       |                 |                                        |             |                                     |
| Рік прийняття на озброєння             | 2011                  | 2011                  | 2011            | 2011                                   | 2008        | 2003                                |
| Бойова маса, т                         | ~20,0                 | 16,5                  | 15,4            | 33,0                                   | 25,6        | 17,0-27,0                           |
| Екіпаж                                 | 3                     | 2                     | 3               | 3                                      | 3           | 2-3                                 |
| Десант                                 | 8                     | 11                    | 7               | 8                                      | 8           | 8-10                                |
| Захищеність лоба, STANAG 4569 Рівень   | 2                     | н/д                   | н/д             | 6                                      | 4           | 6                                   |
| Захищеність бортів, STANAG 4569 Рівень | 2                     | н/д                   | н/д             | 4                                      | 4           | 4                                   |
| Протимінний захист, STANAG 4569 Рівень | 2                     | н/д                   | немає           | 3b                                     | н/д         | 4                                   |
| Автоматична гармата, мм                | 30                    | 30                    | 30              | 30                                     | 25          | 30 / 100 і 30                       |
| Боєкомплект, пострілів                 | 400                   | 350                   | 300             | н/д                                    | 409         | н/д / 22 і 500                      |
| Швидкострільність, пост./хв            | 330                   | 330                   | 330             | н/д                                    | 400         | н/д / 10 і 330                      |
| ПТРК                                   | ПКР «Бар'єр»          | ПКР «Бар'єр»          | немає           | Spike-LR                               | немає       | Spike-LR/FGM-148 Javelin/Кастет     |
| Кулемети                               | 1 х 7,62-мм КТ        | 1 х 7,62-мм КТ        | 1 х 7,62-мм ПКТ | 1 x 7,62-мм MG3                        | 1 х 7,62-мм | 1 х 7,62-мм UKM-2000C               |
| Додаткове озброєння                    | 1 х 30-мм АСГ КБА-117 | 1 х 30-мм АСГ КБА-117 | немає           | 1 х 40-мм АСГ HK GMG (замість гармати) | немає       | немає                               |
| Потужність двигуна, к. с.              | 500                   | 325                   | 300             | 720                                    | 550         | 480-543                             |
| Питома потужність, к. с./т             | ~25,0                 | 19,7                  | 19,5            | 21,8                                   | 21,5        | 17,8-31,9                           |
| Максимальна швидкість, км/год          | 110                   | 100                   | 100             | 100                                    | 100         | 100                                 |
| Запас ходу по шосе, км                 | 690                   | 600                   | 600             | 1050                                   | 550         | 800                                 |
| Прохідний брід, м                      | плаває                | плаває                | плаває          | 1,2-1,5                                | 1,2         | плаває (без додаткового бронювання) |

|  | Швейцарія/ Канада LAV III(LAV 6) | Австрія Pandur II | США Stryker | Італія Iveco SuperAV | Італія Freccia | Сербія Lazar 3 | Туреччина Pars |
|  | -------------------------------- | ----------------- | ----------- | -------------------- | -------------- | -------------- | -------------- |

| Зовнішній вигляд                       |                  |                |                        |           |             |             |             |
| Рік прийняття на озброєння             | 1999(2016)       | 2007           | 2002                   | 2020      | 2009        | 2017        | 2012        |
| Бойова маса, т                         | 16,95(20,6-28,6) | 22,0           | 16,5-19,5              | 26,0-29,0 | 26,0        | 24,3-28,0   | 16,1-26,0   |
| Екіпаж                                 | 3                | 2              | 2                      | 3         | 3           | 3           | 2-3         |
| Десант                                 | 7(8)             | 12             | 9                      | 11        | 8           | 9           | 9-11        |
| Захищеність лоба, STANAG 4569 Рівень   | 6                | 4              | 6                      | н/д       | 6           | 5           | 4           |
| Захищеність бортів, STANAG 4569 Рівень | 4                | 4              | 4                      | н/д       | 4           | 4           | 4           |
| Протимінний захист, STANAG 4569 Рівень | 3(4+)            | н/д            | 4                      | н/д       | 3a          | 3b          | н/д         |
| Автоматична гармата, мм                | 25               | 30             | 30                     | до 40     | 30          | 30          | 30/40       |
| Боєкомплект, пострілів                 | н/д              | н/д            | 156 (ще 264 в корпусі) | н/д       | н/д         | н/д         | 200         |
| Швидкострільність, пост./хв            | н/д              | н/д            | 200                    | н/д       | н/д         | н/д         | 200         |
| ПТРК                                   | —                | —              | немає                  | н/д       | Spike-LR2   | є           | ZT3 Ingwe   |
| Кулемети                               | 1 х 7,62-мм      | 1 х 7,62-мм    | 1 × 7,62-мм M240C      | н/д       | 2 × 7,62-мм | 1 × 7,62-мм | 1 × 12,7-мм |
| Додаткове озброєння                    | —                | 1 x 30-мм MK44 | немає                  | н/д       | —           | немає       | —           |
| Потужність двигуна, к. с.              | 350(450)         | 435            | 350                    | 500-560   | 720         | 500         | 524-711     |
| Питома потужність, к. с./т             | 20,6(15,7-21,4)  | 19,8           | 17,9-21,2              | 17,2-21,5 | 27,7        | 17,9        | 20,1-24,5   |
| Макс. швидкість, км/год                | 100              | 105            | 100                    | 105       | 110         | 110         | 100-115     |
| Запас ходу по шосе, км                 | 450(600)         | 700            | 500                    | 800       | 800         | 800         | 700-1000    |
| Прохідний брід, м                      | 1,2              | плаває         | 1,2                    | плаває    | 1,5         | н/д         | плаває      |

|  | Туреччина Otokar Arma | Ізраїль Ейтан | Південна Корея K808 White Tiger | Сінгапур Terrex | Японія Тип 96 | КНР ZBL-08 | Тайвань CM-34 |
|  | --------------------- | ------------- | ------------------------------- | --------------- | ------------- | ---------- | ------------- |

| Зовнішній вигляд                       |                                                                             |                                               |             |                                                        |                  |                               |                    |
| Рік прийняття на озброєння             | 2010                                                                        | 2023                                          | 2017        | 2010                                                   | 1996             | 2009                          | н/д                |
| Бойова маса, т                         | 24-28                                                                       | 30,0-35,0                                     | 20,0        | 24,0                                                   | 14,6             | 21,0                          | 22,0               |
| Екіпаж                                 | н/д                                                                         | 3                                             | 2           | 2                                                      | 2                | 3                             | 3                  |
| Десант                                 | н/д                                                                         | 9                                             | 10          | 11                                                     | 8                | 8                             | 6                  |
| Захищеність лоба, STANAG 4569 Рівень   | від 12,7-Рівень 4                                                           | 4                                             | н/д         | 4                                                      | н/д              | від 25-мм бронебійних з 1000м | від 12,7-мм        |
| Захищеність бортів, STANAG 4569 Рівень | н/д                                                                         | 4                                             | н/д         | 4                                                      | н/д              | від 12,7-мм зі 100м           | від 7,62-мм        |
| Протимінний захист, STANAG 4569 Рівень | 4b                                                                          | н/д                                           | н/д         | 5b                                                     | н/д              | н/д                           | 5a                 |
| Автоматична гармата, мм                | 100 і 30                                                                    | 30-40                                         | 30          | 25(30)                                                 | немає            | 30(40)                        | 30                 |
| Боєкомплект, пострілів                 | н/д                                                                         | н/д                                           | н/д         | н/д                                                    | немає            | н/д                           | н/д                |
| Швидкострільність, пост./хв            | 10 і 330                                                                    | н/д                                           | н/д         | 200, або 500                                           | немає            | 330                           | 100/200            |
| ПТРК                                   | є                                                                           | Spike                                         | немає       | немає                                                  | немає            | «HJ-73C»                      | немає              |
| Кулемети                               | 1 × 14,5-мм (замість гармати) / 1 × 12,7-мм (замість гармати) / 1 × 7,62-мм | 1 × 12,7-мм M2, 1 × 7,62-мм (замість гармати) | 1 × 7,62-мм | 1 × 7,62-мм                                            | 1 × 12,7-мм M2HB | 1 × 7,62-мм Тип 86            | 1 × 7,62-мм FN MAG |
| Додаткове озброєння                    | 1 × 40-мм автоматичний гранатомет (замість гармати)                         | немає                                         | немає       | 1 × 40-мм CIS-40 (замість гармати), декілька × 7,62-мм | немає            | —                             | немає              |
| Потужність двигуна, к. с.              | 450                                                                         | 750                                           | 420         | 450                                                    | 360              | 440                           | 450                |
| Питома потужність, к. с./т             | 16,0-18,75                                                                  | 21,4-25,0                                     | 21          | 18,75                                                  | 24,7             | 20,9                          | 20,5               |
| Макс. швидкість, км/год                | 105                                                                         | 90                                            | 100         | 105                                                    | 100              | 100                           | 110                |
| Запас ходу по шосе, км                 | 750                                                                         | 1000                                          | 700-800     | 600                                                    | 500              | 800                           | 800                |
| Прохідний брід, м                      | плаває                                                                      | н/д                                           | плаває      | плаває                                                 | 1,2              | плаває                        | плаває             |

### Переваги
Невисока вартість БТР-4, яка варіюється від 1,1 до 1,6 млн доларів США залежно від озброєння і рівня захисту.
Модульна конструкція і компонування машини з центральним розташуванням двигуна дозволяє встановлювати на бронетранспортер різноманітне обладнання і розробляти на його основі різноманітні машини. Його трансформації можуть здійснюватися в умовах польових майстерень.
Розташований у задній частині десантний відсік із виходом десанту назад забезпечує безпеку солдатів при виході з машини, особливо в міських умовах, чого не може забезпечити жоден пострадянський БТР, як-от, наприклад, БТР-80 чи БТР-3.
БТР-4 надійніший і простіший в експлуатації порівняно з іноземними конкурентами, такими, як французький VBCI.

### Недоліки
Плоске, а не клиноподібне днище бронетранспортера знижує його протимінний захист.
Значна осадка БТР-4Е, корпус якого майже повністю занурюється під воду, призводить до збільшення опору руху на плаву, який у середньому на 18 % перевищує аналогічний показник для бронетранспортера БТР-3Е. Для його зменшення потрібне встановлення спеціальних поплавків у передній частині машини.

### Імпортозаміщення
Російські комплектуючі поступово замінюються на українські.
У 2014 році при виробництві БТР-4 використовувалося 45 % російських деталей, така ж частка — українських і 10 % — іноземних.
У 2015 році його почали виробляти без жодної російської деталі. Одночасно частка українських комплектуючих у 2015 році зросла до 65 %, а в 2016 — до 85 %.

## Оператори та замовники

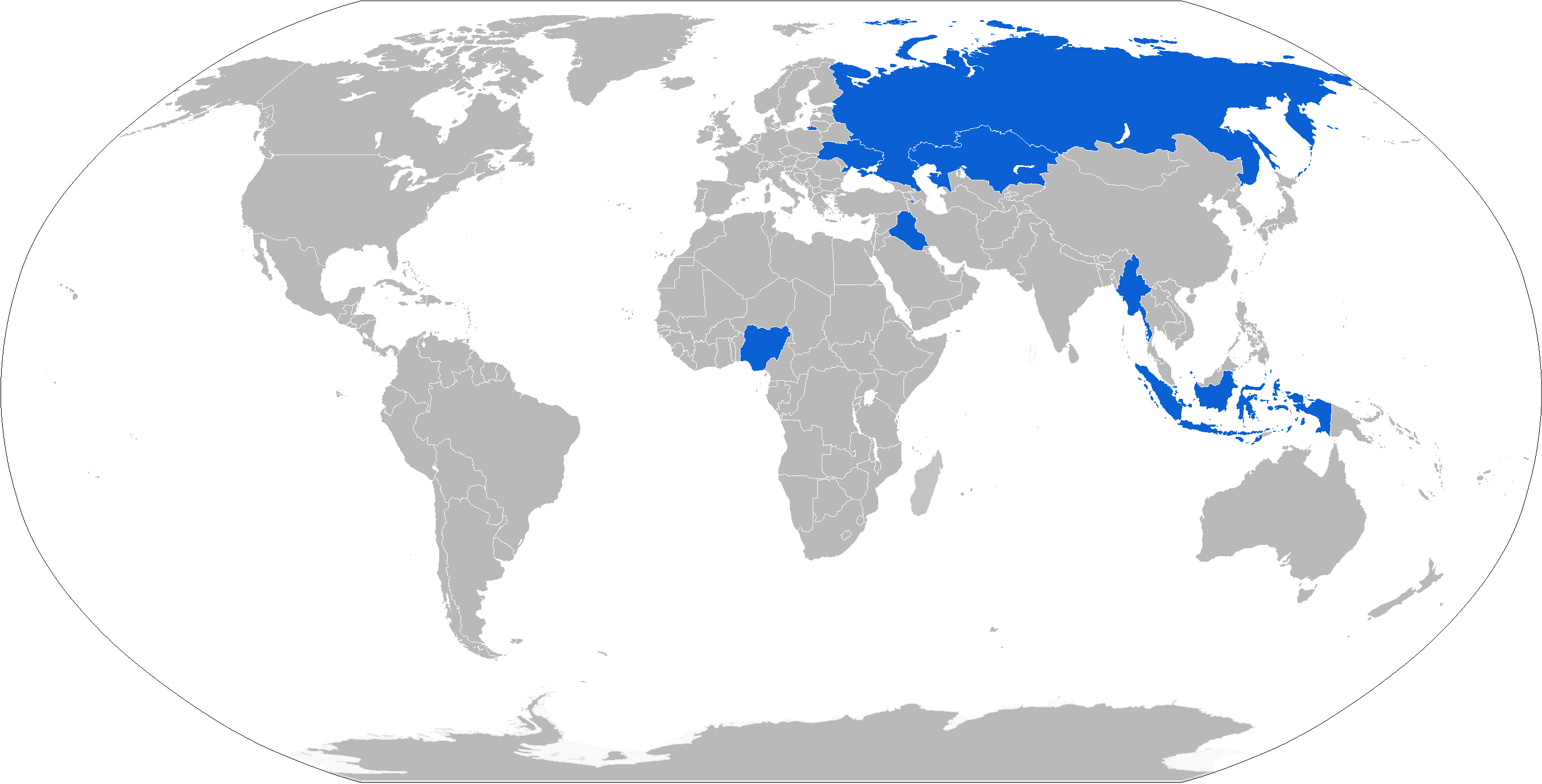
Сучасні оператори БТР-4.

### Поточні
- Україна: деяка кількість на озброєнні, станом на 2025 рік.[71]
  - Національна гвардія України: щонайменше 62 одиниці станом на кінець 2020 року: 52 з колишньої іракської партії[72][73], ще 10 передані в 2020 році[74].
  - Збройні Сили України: щонайменше 76 одиниць БТР-4, станом на кінець 2021 року[74][75].
- Ірак: близько 60 одиниць БТР-4 на озброєнні, станом на 2025 рік[76].

- Міністерство оборони Іраку 2009 замовило 420 машин. Контракт фінансувався США в рамках витрат на надання військової допомоги іноземним державам і становив $2,4 млрд.
- 26 одиниць були передані Іраку у березні 2011.
- 12 вересня 2012 Україна відвантажила за контрактом Іраку другу партію БТР-4 з 62 одиниць.
- 7 лютого 2013 Міноборони Іраку прийняло 40 БТР-4.

- Індонезія: 3 БТР-4М та 2 БТР-4 на озброєнні, станом на 2025 рік[79][80].
- Нігерія: 9 одиниць БТР-4ЕН станом на 2025 рік[81][82].

### Статус невідомий
- Росія: певна кількість захоплена під час вторгнення Росії в Україну[83]
- США: 1 БТР-4Е станом на січень 2015 року[82].

### Індонезія

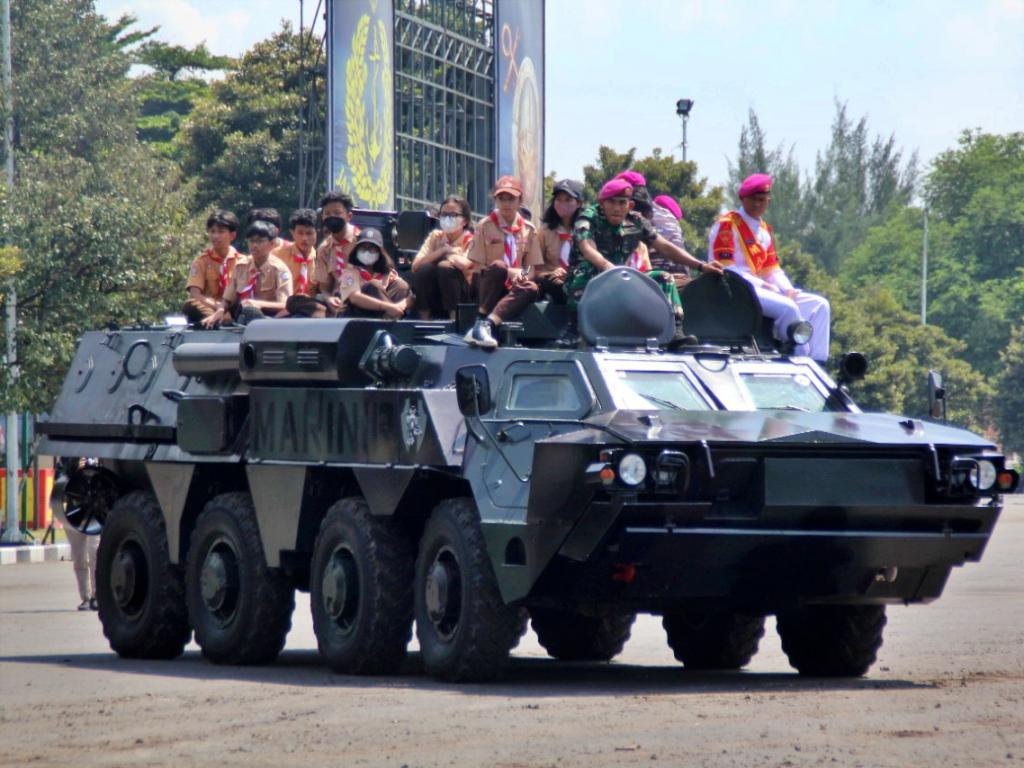
БТР-4М Морської піхоти Індонезії

22 січня 2014 року стало відомо про інтерес до БТР-4 Індонезії. ДГЗП «Спецтехноекспорт», яке входить до складу ДК «Укроборонпром», виграло тендер Міністерства оборони Індонезії на постачання для потреб індонезійських ВМС партії бронетранспортерів БТР-4 з 55 одиниць. У 2014 році передбачалось поставити 5 машин. 24 серпня 2016 року в соціальній мережі Twitter з'явилися фото судна «Texel» з українськими БТР-4М (в кількості не менше 4 машин) під час проходження Босфору в напрямі Середземного моря. У травні 2017 року багатоцільовий морський батальйон морської піхоти Індонезії розпочав офіційну експлуатацію п'яти БТР-4М. У цьому ж році авторитетний американський журнал «Janes Defense» повідомив про наміри Корпусу морської піхоти Індонезії відмовитись від подальших закупівель українських БТР-4.

### Ірак
Машини БТР-4 постачалися за контрактом між «Укрспецекспортом» та Іраком, який був укладений 2009. Цю операцію назвали найбільшою в історії незалежної України. Крім 420 БТР, Україна зобов'язалася поставити Іраку танки і літаки на загальну суму $ 2,4 млрд.
Проблеми з контрактом почалися зі зриву першої поставки 26 бойових машин, відправлених міноборони Іраку з майже піврічним запізненням. Другу партію БТРів із 62 одиниць поставили замовникові через півтора року — у листопаді 2012-го.
До початку 2013 Ірак за цим контрактом отримав лише 88 бронетранспортерів (двома партіями — 26 були відвантажені у квітні 2011 і 62 — у жовтні 2012). Остання партія з 42 машин, яку навесні 2013 доставило в порт Умм-Каср судно SE Pacifica (прапор Сингапуру, власник — White Whale Shipping), виявилася бракованою. Сторона-одержувач виявила тріщини в корпусі БТР (дефекти були виявлені ще на машинах другої партії, поставлених у жовтні 2012) і відмовилася вивантажувати БТР на берег. Судну довелося стати на якір посеред Перської затоки. Також замість українських БТР-4 Ірак вирішив придбати російські БТР-82.
У вересні 2013 заступник голови Харківської ОДА Андрій Моченков заявив: «У нас є достатній оптимізм. Ірак погодився прийняти чергову партію БТР-4», а контракт виконується в штатному режимі. У лютому 2013 року прес-служба Укрспецекспорту повідомляла, що Міністерство оборони Іраку успішно провело випробування чергової партії з 40 БТР та підписало акт прийому-передачі військової техніки.
За даними ЗМІ, 1 січня 2014 суховантаж SE Pacifica з 42 українськими БТР-4, від яких відмовилася армія Іраку, прибув у спеціалізований порт Ольвія, розташований біля Миколаєва.

### Нігерія
Бронетранспортери БТР-4 були поставлені до Нігерії у 2014 році, це машини «іракського» контракту, які відмовився приймати замовник і згодом українські спецекспортери знайшли іншого покупця на них.

### Україна

#### 2016
В грудні 2016 року був укладений контракт із ХКБМ на постачання нових 45 одиниць БТР-4Е під державні гарантії на суму 1,5 млрд грн. Проте виконання цього контракту зіштовхнулось із низкою перепон, терміни були зірвані, а перші 12 машин передані тільки в грудні 2019 року.
Термін виконання зірваного ХКБМ контракту було подовжено до 31 серпня 2020 року після втручання президента Володимира Зеленського, який розпорядився «простити» штрафні санкції.

#### 2019
24 грудня 2019 року Харківське конструкторське бюро з машинобудування передало 92-й механізованій бригаді Збройних Сил України 12 бронетранспортерів БТР-4Е у рамках простроченого контракту. Іще три одиниці були передані в лютому 2020 року.
27 березня 2020 року ХКБМ передало чергові 4 одиниці БТР-4Е 92-й механізованій бригаді ЗСУ.

#### 2020
Наступні 5 одиниць були передані 30 квітня 2020 року. Таким чином ХКБМ виконало 60 % державного контракту — станом на кінець квітня підприємство виготовило та передало військовим 28 бронетранспортерів із 45, які мали бути передані ще у червні 2019 року. Ця партія мала кулемети КТ-7,62 виробництва заводу «Маяк», котрий відновив роботу після майже дворічного простою.
28 травня 2020 року, попри перепони створені тепер вже карантином, було передано наступну партію з 5 машин.
2 липня 2020 року було передано наступну партію з 4 машин. Таким чином кількість переданих машин зросла до 37.
Чергові 4 машини було передано 30 липня 2020 року. Таким чином кількість переданих машин зросла до 41.
Фінальні 4 машини з партії було передано 13 серпня 2020 року. Таким чином підприємство передало Міністерству оборони всі 45 бронетранспортерів передбачених простроченим контрактом 2016 року, термін виконання якого було подовжено до 31 серпня 2020 року після втручання президента Володимира Зеленського.
11 грудня 2020 року стало відомо про передачу партії з 8 одиниць БТР-4Е Національній гвардії України.
Того ж дня стало відомо, що Міноборони уклало договори з ДП «Харківське конструкторське бюро машинобудування» (ХКБМ) на постачання 77 одиниць бронетранспортерів БТР-4Е та машин на його базі: 75 бронетранспортерів БТР-4Е, одного командирського БТР-4К та однієї броньованої ремонто-евакуаційної машини БРЕМ-4РМ. Із 75 машин 15 БТРів будуть у «лінійному» варіанті та 60 з поліпшеними мореходними властивостями (імовірно БТР-4М).

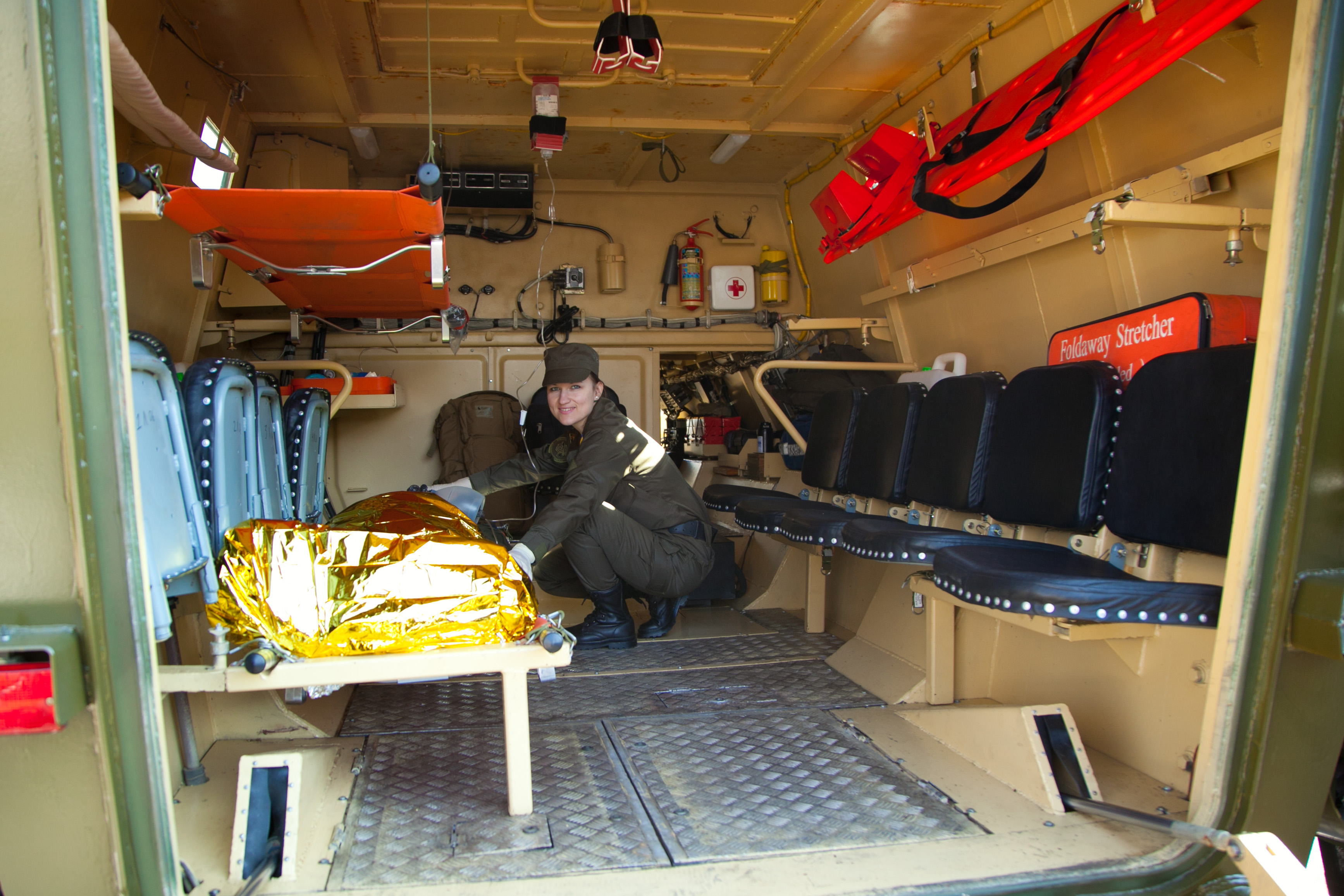
Медично-евакуаційна машина Національної гвардії України, березень 2016 року

#### 2021
5 січня 2021 року ХКБМ передало останні дві машини з партії з 10 БТР-4Е Національній гвардії України (4 було відвантажено в жовтні 2020 року та ще 4 було відвантажено в грудні 2020).
У лютому 2021 року було оприлюднено кількість санітарно-евакуаційної техніки отриманої за 2015—2020 рр. Так, згідно цієї інформації Збройні Сили отримали 7 БММ-4С на базі БТР-4.
Станом на початок березня 2021 року перша партія модернізованих бронетранспортерів БТР-4, готується до передачі морській піхоті ВМС України, яка має отримати 60 бронетранспортерів із поліпшеною плавучістю. Бронетранспортери отримали додаткові поплавки, крім того, забірник повітря двигуна винесено вище корпусу. Це дозволяє бронемашині висаджуватися в море з десантних кораблів, як це було продемонстровано десантуванням у воду з катера ВМСУ L434 «Сватове» в 2020 році.
Також на харківському підприємстві модернізують серійні машини. Бронетранспортери, що надходять для ремонту, вдосконалюються до рівня машин, які передавались у 2020 році та передаватимуться в 2021-му.
У листопаді 2021 року ДП «Харківський бронетанковий завод» розпочало роботи з освоєння ремонту БТР-4Е. Також освоюється ремонт машин на базі цих бронетранспортерів.
6 грудня 2021 року в рамках урочистостей, присвячених 30-річчю створення Збройних Сил України, у Харкові українським військовим було передано 10 БТР-4Е, які виготовлені на ДП «ХКБМ». Проте за укладеними контрактами на той час вже мало бути виготовлено 25 нових машин.

#### Повномасштабне вторгнення
За даними «Армія TV», виробництво БТР-4 продовжувалось і під час повномасштабного російського вторгнення. В сюжеті було показано БТР-4 у складі 56 ОМПБр з модулем «Парус», заявлений як виготовлений 2023 року.

### Можливі
- Північна Македонія має намір виготовити 200 цих бронетранспортерів за ліцензією. Зазначається, що комплектація цих бронетранспортерів може бути змінена[109].
- М'янма в березні 2019 року з неофіційних джерел інтернет-видання Defence Blog стало відомо, що Республіка Союзу М'янма вироблятиме на своїй території корпуси для БТР-4 та САУ 2С1 «Гвоздика» за допомогою технічної документації та обладнання придбаних в Україні. Угода про спільне виробництво військової техніки підписана держкомпанією «Укрспецекспорт». Завод має почати свою роботу у другій половині 2020 року. Українська сторона вже почала постачання документації, обладнання та спеціальних машин для організації виробництва, що включає виробничу лінію для збірки бронетранспортера БТР-4У та 122-мм самохідної гаубиці 2С1У на базі багатоцільового шасі МТ-ЛБ[110].
- Казахстан: 3 травня 2012 було заявлено про плани спільного виробництва 100 українських БТР-4 за ліцензією протягом 2012—2013 років. Сума контракту — 150 млн доларів[111].
- Кувейт: Влітку 2012 стало відомо про інтерес до БТР-4 Кувейту. Зокрема представники ХКБМ взяли участь у порівняльних тест-драйвах із французьким бронетранспортером[3].

## Бойове застосування

### Російсько-українська війна

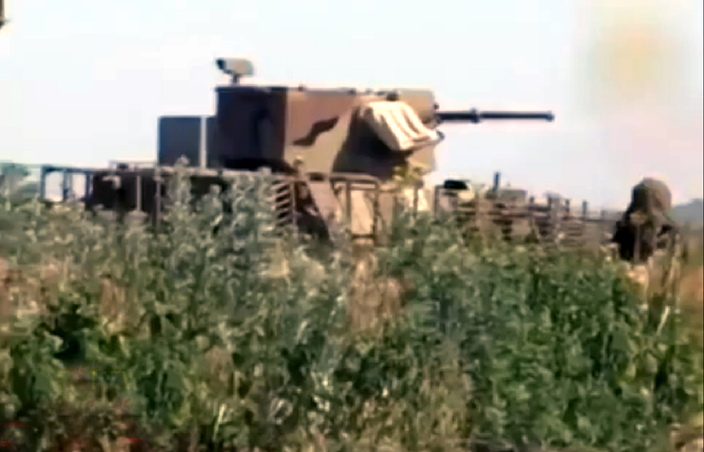
БТР-4 з модулем БМ-7 «Парус» на Донбасі

Українські військові використовували БТР-4 під час війні на сході України (2014). Машина з екрануванням показала себе якнайкраще, пройшовши бойове хрещення в боях за Слов'янськ. Так, 4 червня 2014 офіційні представники компанії оприлюднили інформацію, що БТР-4E був застосований при проведенні Антитерористичної операції в районі Слов'янська. Бронювання БТР витримало прямі влучення куль великокаліберних кулеметів, навісне екранування захистило екіпаж та десант від ураження протитанковими гранатами, а броньоване скло вистояло проти прямих влучень куль зі снайперської гвинтівки.
БТР-4, які брали участь у боях, належать до партії, яка була повернута з Іраку через відмову приймати браковану техніку на озброєння іракської армії. Оригінальне пустельне розфарбування, нанесене за вимогами іракських збройних сил, було помічене на світлинах та відео з місця боїв.
Як підкреслив директор Укроборонпрому Ю. Терещенко, БТР-4Е переживає серйозні випробування власного іміджу, але має потужні перспективи просування на світовому ринку озброєнь:
«Ми бачимо значне зростання інтересу потенційних покупців українських броньованих машин у світі».

#### Російське вторгнення в Україну (з 2022)
БТР-4 брали активну участь в бойових діях з перших днів російського вторгнення. Так, наприклад, 25 лютого 2022 року бійці під Старим Салтовом 6-ї роти 92-ї ОМБр вступили в бій з колоною росгвардії де утратили декілька машин, натомість знищили колону техніки.
В обороні Маріуполя бійці окремого загону спеціального призначення Національної гвардії України «Азов» неодноразово вражали танки окупантів зі штатної 30-мм гармати бронетранспортера. Так, на вулиці Транспортній БТР-4 зміг зайти в тил парі ворожих танків й вогнем з гармати в задню частину завдати їм ушкоджень. Після ураження, російські танки не стали вступати в бій, бронетехніка почала намагатися залишити зону ураження.
27 вересня 2022 українські військові у Харківській області із автоматичної 30-мм гармати бронетранспортера БТР-4Е знищили російську станцію постановки радіоелектронних перешкод Р-330Ж «Житель». Також у бойових діях бере участь і єдиний побудований БТР-4МВ1.
БТР-4 активно застосовувались українськими військовими під час Операції в Курській області 2024 року.
Станом на 12 липня 2025 року редактори Oryx Blog знайшли фото чи відео підтвердження безповоротної втрати Україною 117 БТР-4: 96 знищено та 21 захоплено російськими військовими, ще низка були пошкоджені.

### Військова операція проти Ісламської держави
- БТР-4 іракської армії беруть участь у боях з Ісламською Державою (зокрема, 24 жовтня 2014 року — в боях за місто Джурф Ан-Наср)[132]
- У Нігерії в квітні 2021 року в результаті засідки бойовиків «Ісламської Держави» в Майонку один БТР-4 був захоплений. Окрім того, бойовикам вдалось захопити 2 броньовані машини Isotrex, які Об'єднані Арабські Емірати продали Нігерії. Також у квітні були поширені фото знищених бойовиками БТР-3[93].

## Галерея

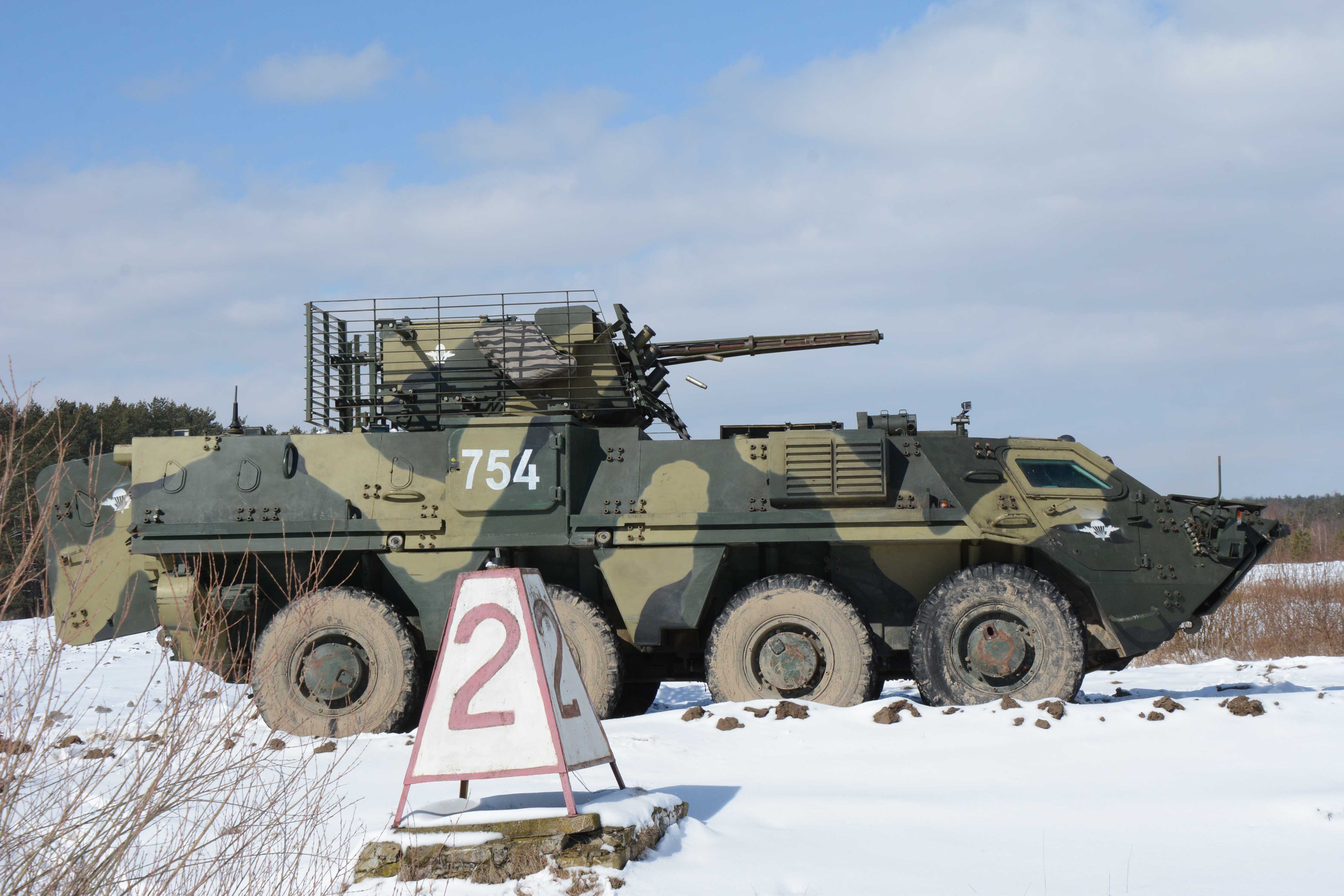
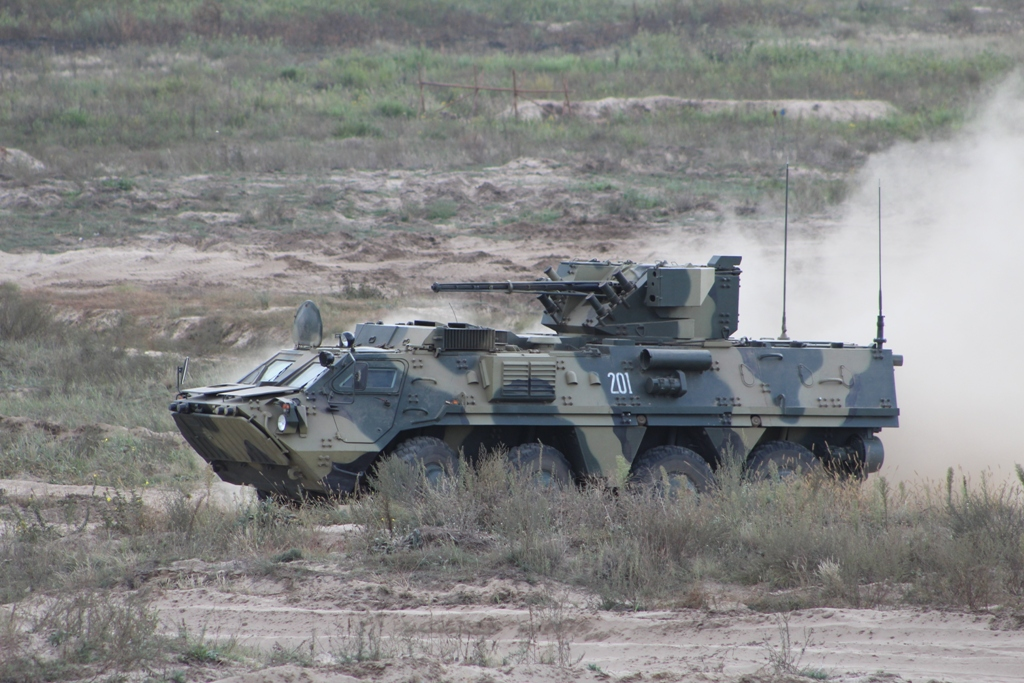
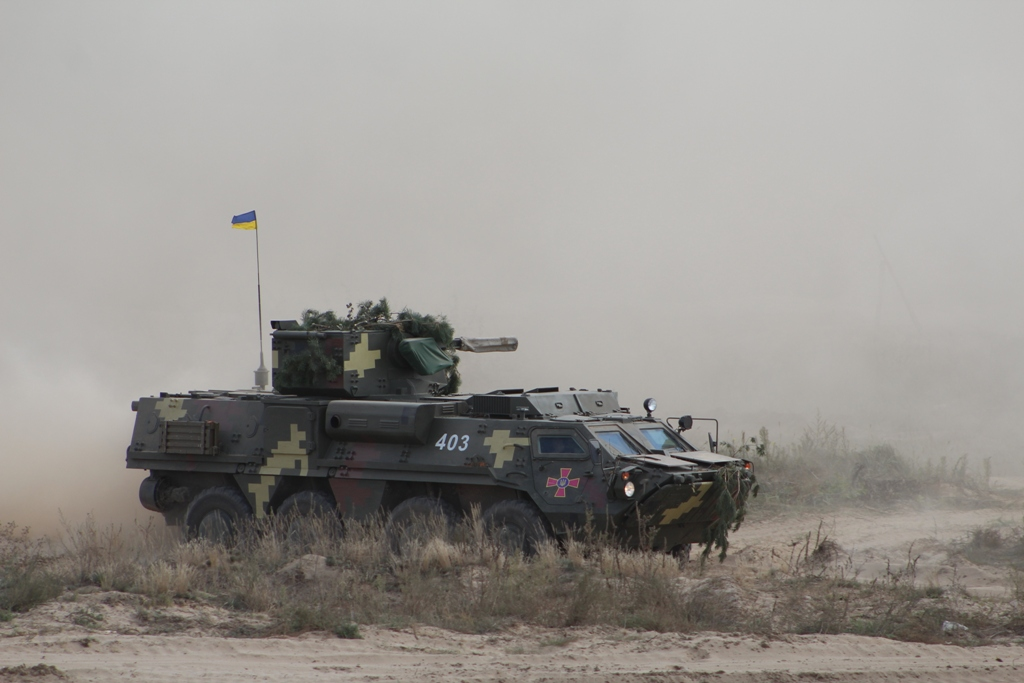
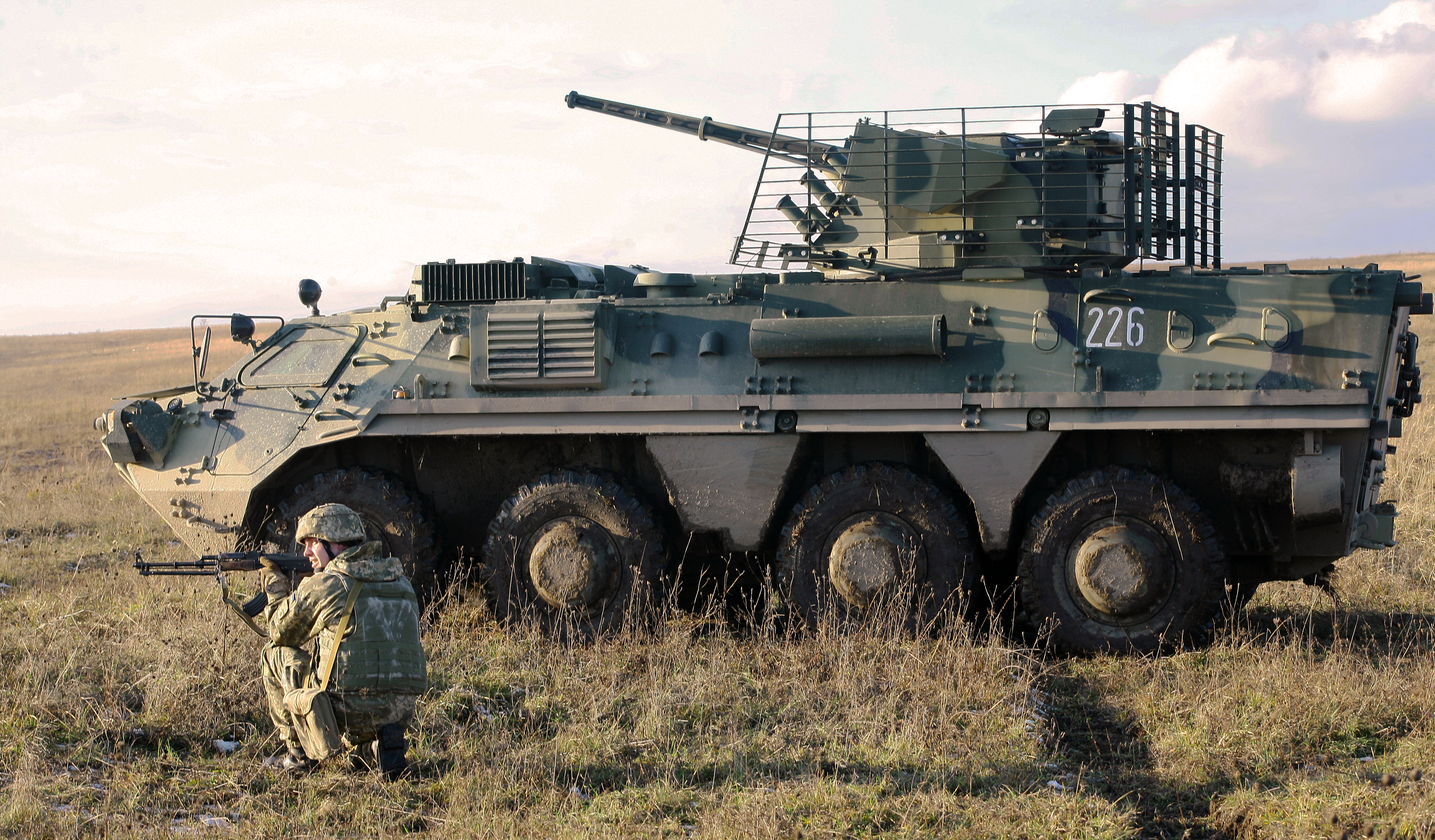
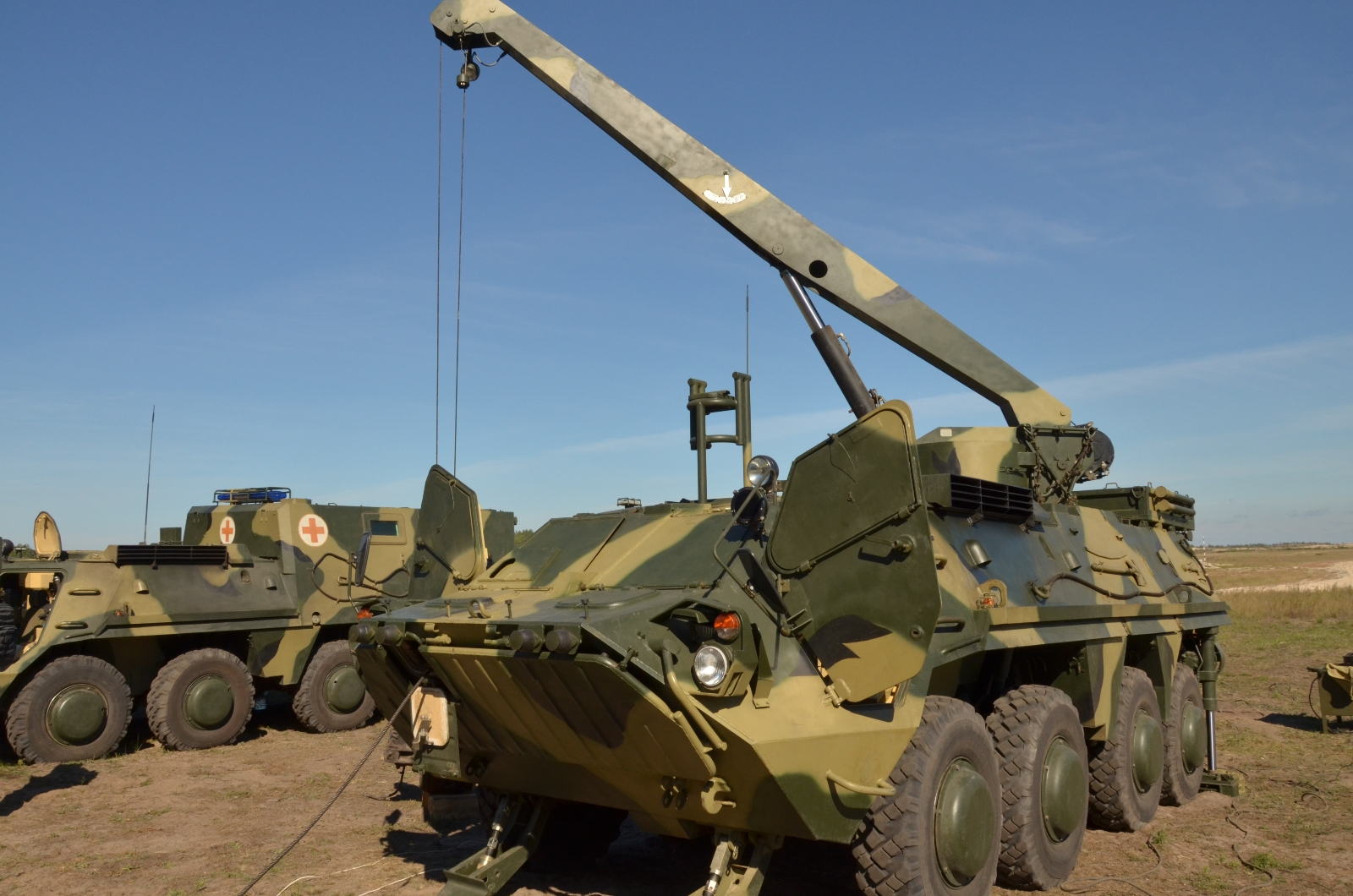
БРЕМ-4К
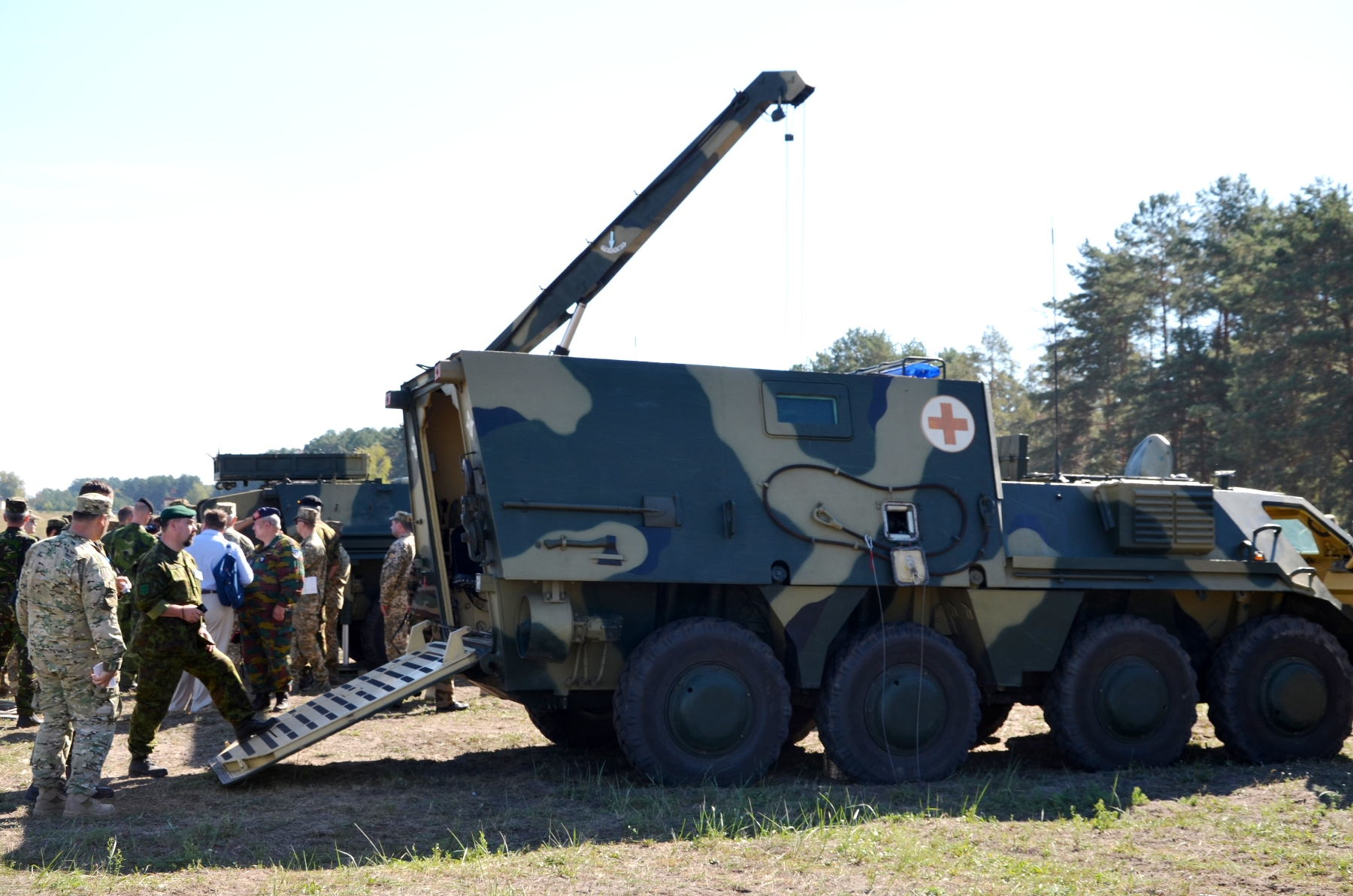
БСЕМ-4К
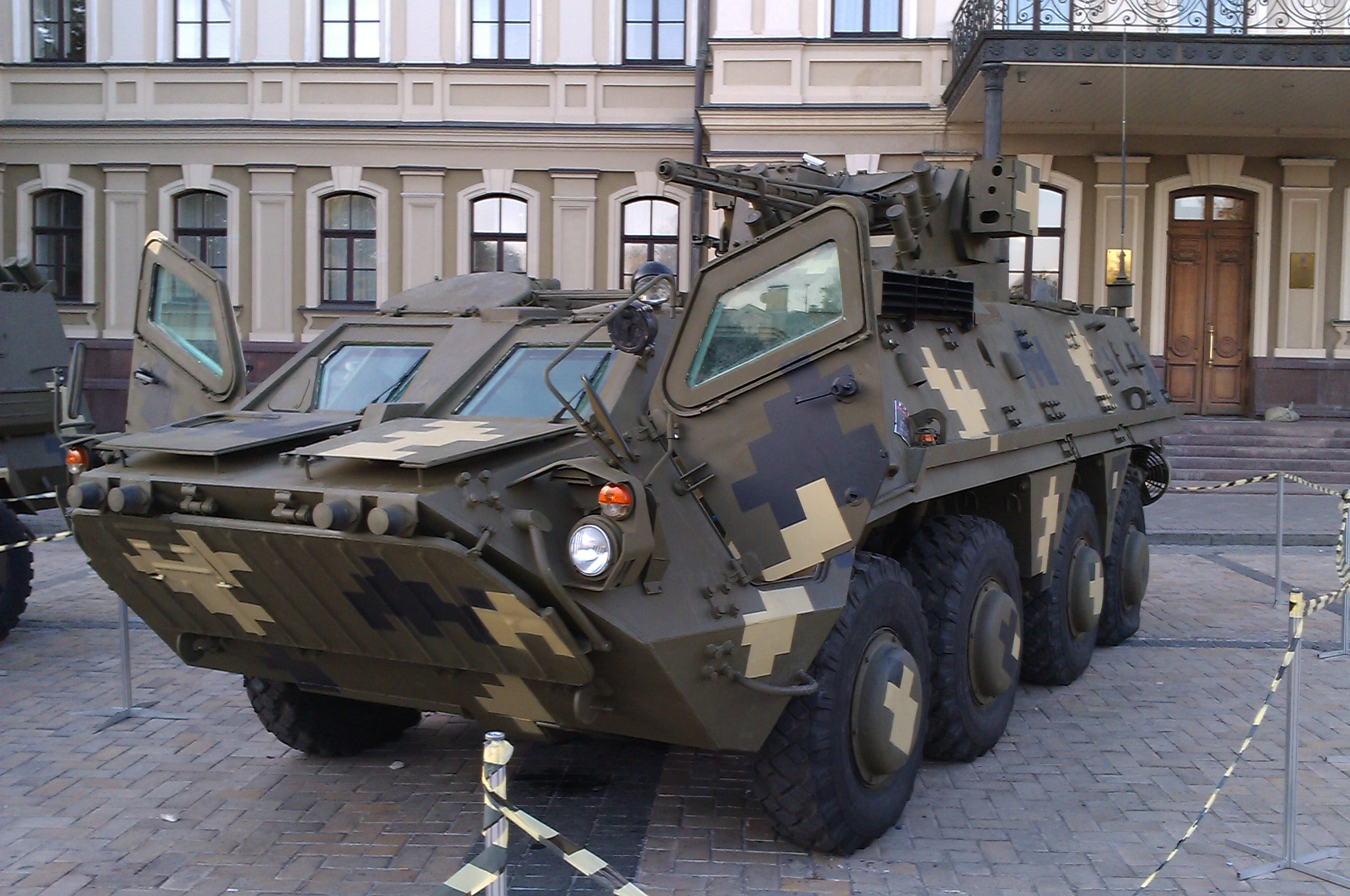
У Києві на Михайлівській площі
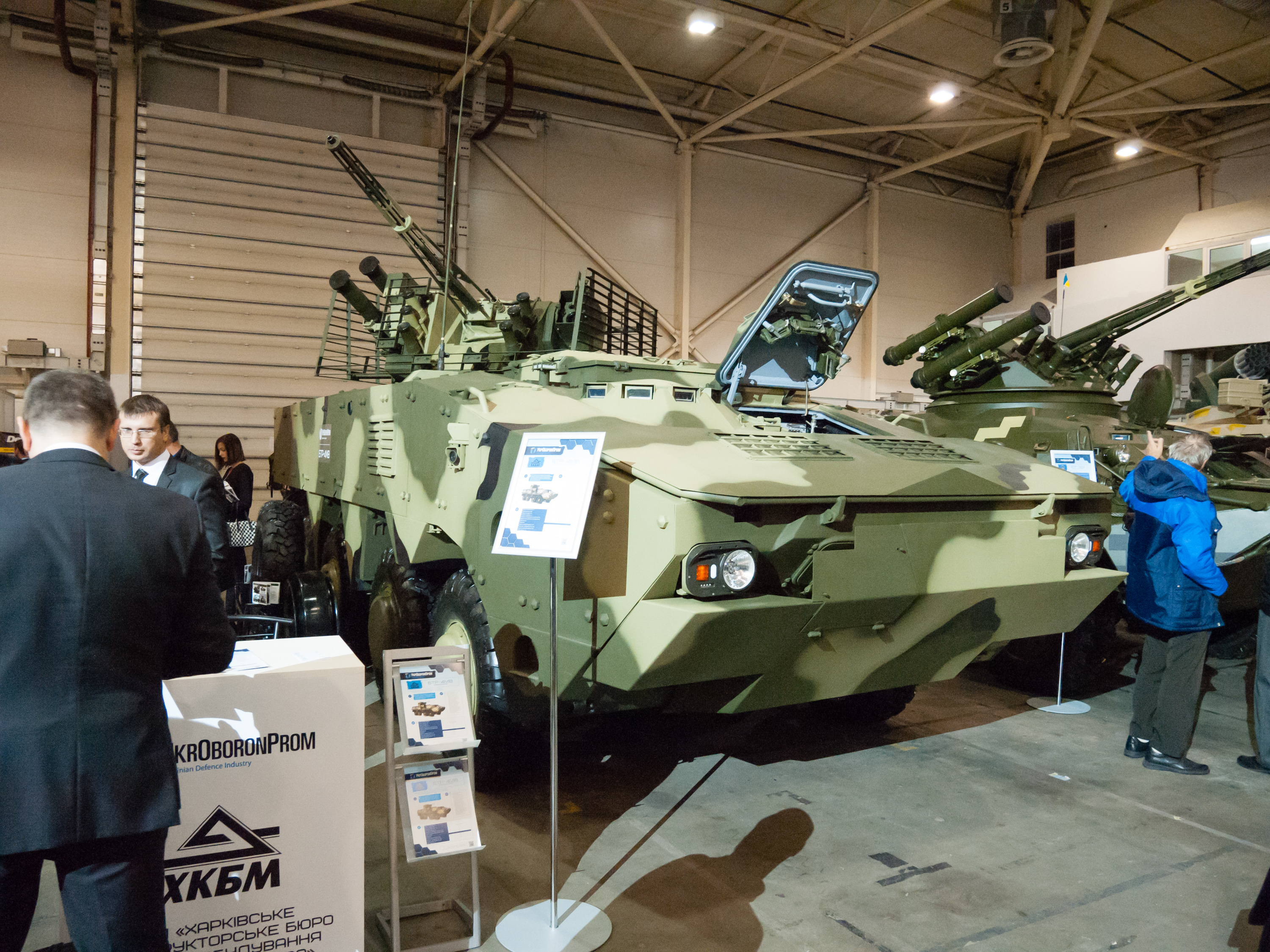
Модифікація БТР-4МВ1 на виставці «Зброя та Безпека 2017»

## Техніка для порівняння
- GTK Boxer
- M1126 Stryker
- Pandur II
- VBCI
- БТР-3
- БТР-7
- БТР-80
- БТР-90
- БТР-82

### Новини
- Ірак підписав акт прийому 26 БТР-4 // mil.in.ua, 25 березня 2011
- Відео з тестування БТР-4 для Іраку // mil.in.ua
- Іракський контракт успішно виконується. Наступна партія — 62 БТР-4 // mil.in.ua
- Міністерством оборони України прийнято на озброєння новий сучасний вітчизняний бронетранспортер БТР-4Е (24 липня 2012 року) // mil.gov.ua

### Відео
- Опис БТР-4 [Архівовано 5 квітня 2016 у Wayback Machine.]
- БТР-4 Ладья (Украина)
- БТР-4 — обкатка в боевых условиях АТО. Славянск. [Архівовано 1 жовтня 2016 у Wayback Machine.]
- АТО: БТР-4 в бою під Слов'янськом. Відбиття нападу терористів [Архівовано 6 липня 2014 у Wayback Machine.]
- Украина Идёт Бой !! Стрельба !! БТР 4 отбивает атаку террористов
- Топ-5 бронетранспортерів 8×8 України за 30 років [Архівовано 12 грудня 2021 у Wayback Machine.] // Чоловічий канал, 10 грудня 2021